# Worms-Ibersheim

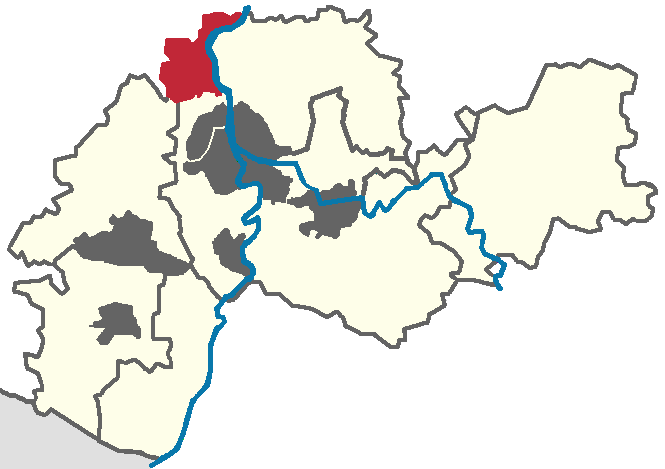
Worms in Metropolregion Rhein-Neckar

Ibersheim (im Dialekt ˈivɛʒəm) ist der am weitesten vom Stadtzentrum entfernte und bevölkerungsmäßig kleinste Stadtteil der Stadt Worms in Rheinland-Pfalz. Der Ort entstand zur Zeit des Fränkischen Reichs und ist seit 1500 Jahren durchgehend besiedelt. Heute ist er bekannt für seine Landwirtschaft in einer geschützten Altrhein-Landschaft.

## Name und Wappen

### Entstehung des Ortsnamens
Der Ortsname von Ibersheim ist auf einen der ersten Siedler nach der Fränkischen Landnahme zurückzuführen. Der Namensgeber Eburin/Iburin schenkte am 1. August 767 dem Kloster Lorsch einen Weinberg und 773/774 drei Morgen Land.

### Beschreibung des Ortswappens und der Ortsfahne
Blasonierung: In geviertem Schild Feld 1 in Silber ein rotes Kreuz, Feld 2 in Schwarz ein rot bewehrter, rot gezungter und rot gekrönter goldener Löwe, Feld 3 in Blau ein rot bewehrter und rot gezungter silberner Adler, Feld 4 in Silber ein schwarzes Tatzenkreuz.
Das Ortswappen wurde von Fritz Kehr (1908–1985) aus Ibersheim entworfen und am 24. Juli 1958 vom Ministerium des Innern genehmigt. In einem viergeteilten Schild sind die Wappen ehemaliger Ibersheimer Grundherren angeordnet, zwei kirchliche und zwei weltliche Würdenträger. Die Beschreibung erfolgt nach der Heraldik aus der Sicht des Schildträgers, von hinten nach vorne gesehen, in der Draufsicht jedoch umgekehrt. Die heraldische Farbe Silber wird durch Weiß bei der Darstellung (mindestens bei Flaggen) ersetzt.
- Kloster Lorsch mit dem roten Nagelkreuz, oben rechts
- Kurpfalz mit dem goldenen Löwen, oben links
- Grafschaft Leiningen mit dem silbernen Adler, unten rechts
- Deutscher Orden mit dem schwarzen Tatzenkreuz, unten links

Zur 1225-Jahr-Feier 1992 wurde eine Ortsfahne gestaltet und genehmigt: Eine gespaltene oder geteilte Bannerfahne in den Farben weiß-rot trägt jetzt das Ortswappen. Die Fahnen-/Flaggenfarben sind die gleichen wie die von Worms, Rheinhessen und Hessen.

## Geografie

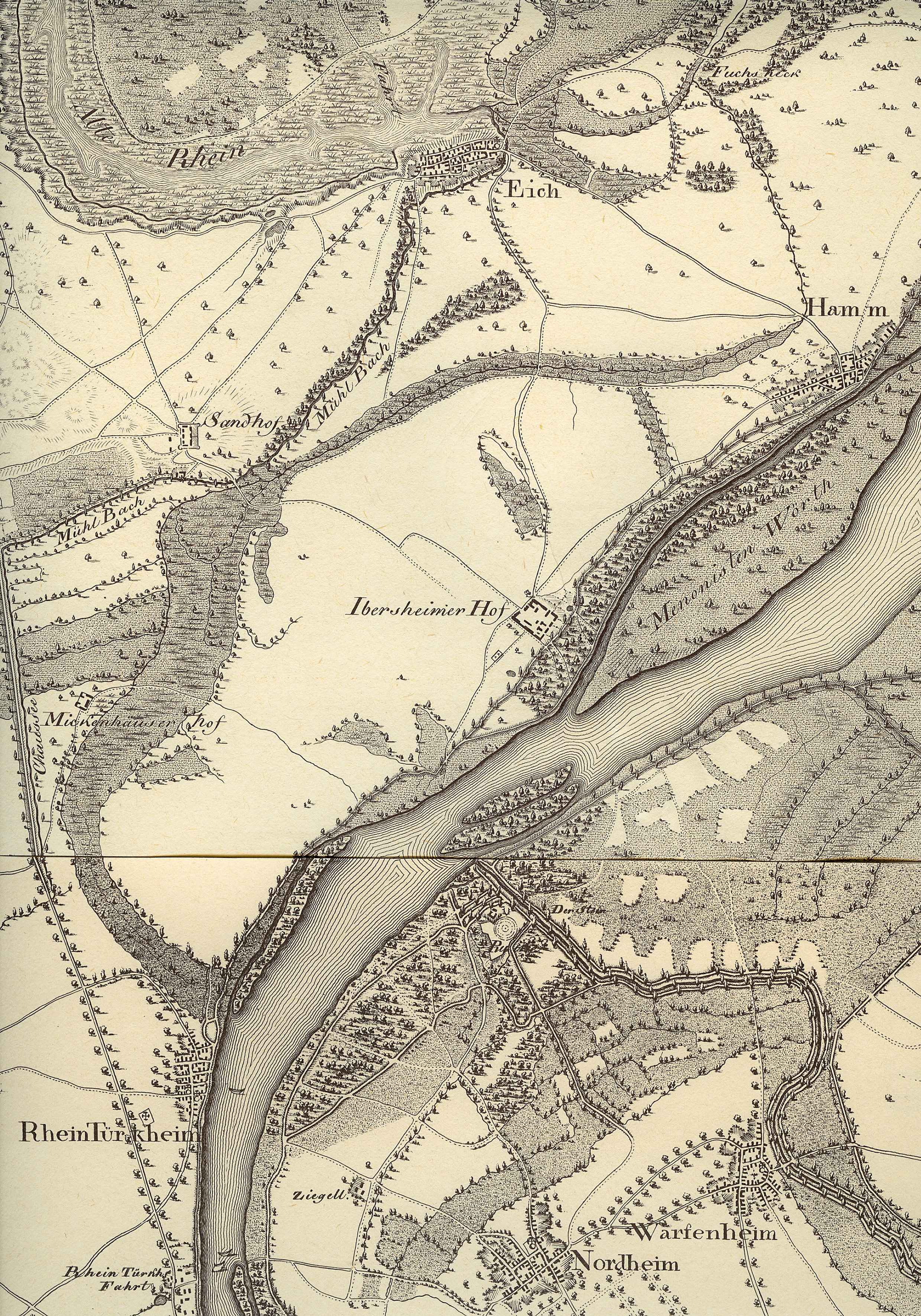
Rheinlauf um Ibersheim 1799

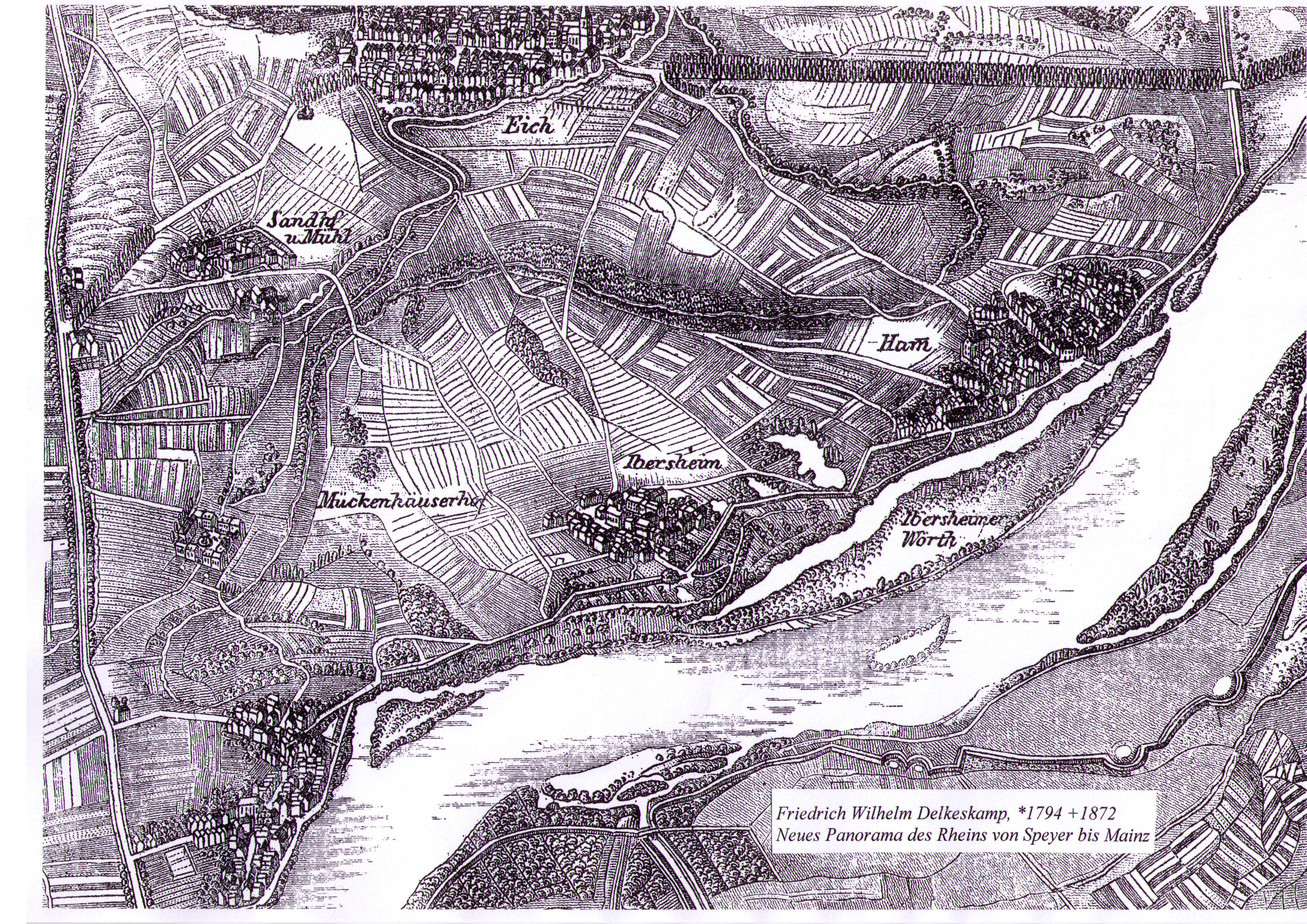
Rheinlauf um Ibersheim 1842

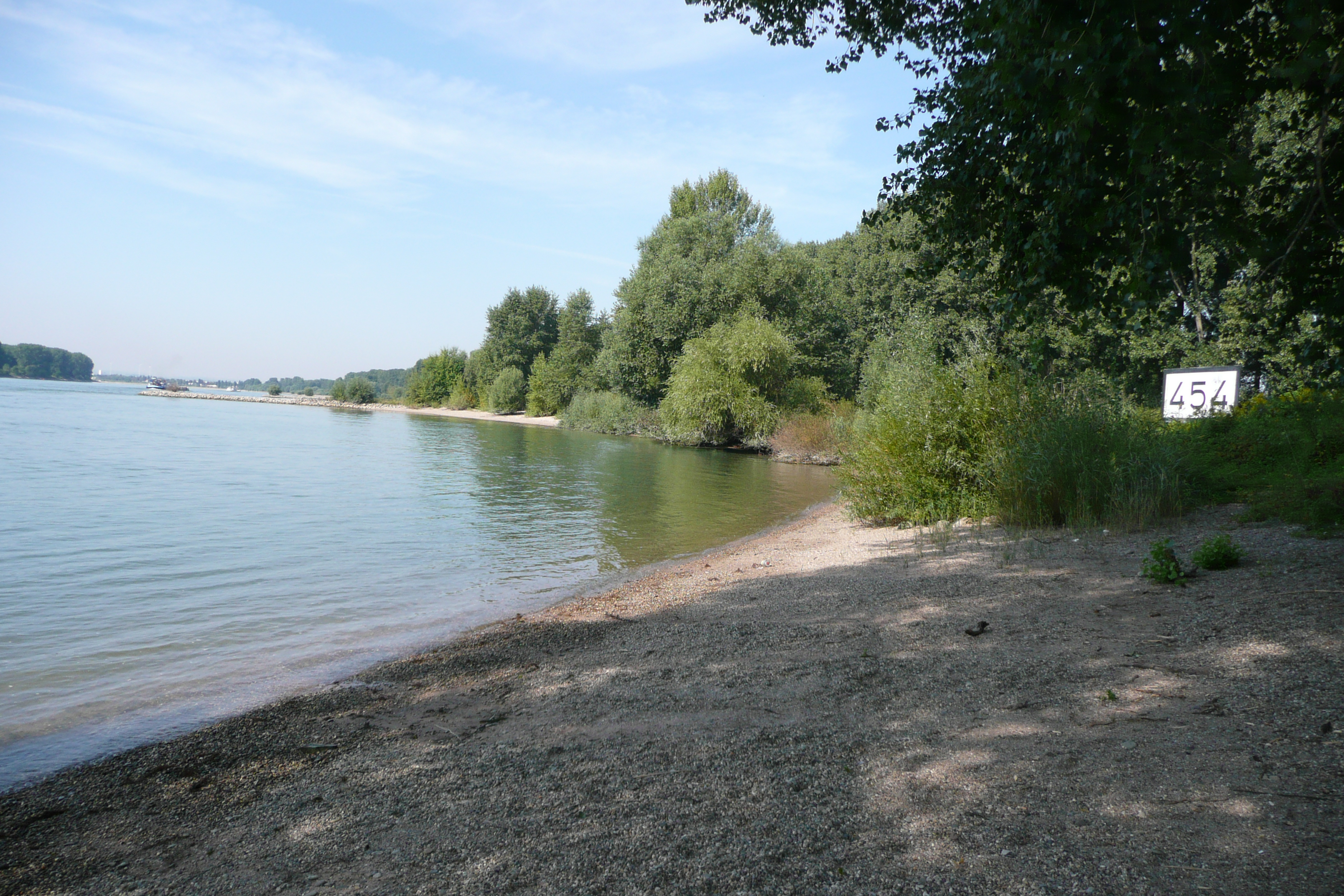
Rheinstrand bei Stromkilometer 454

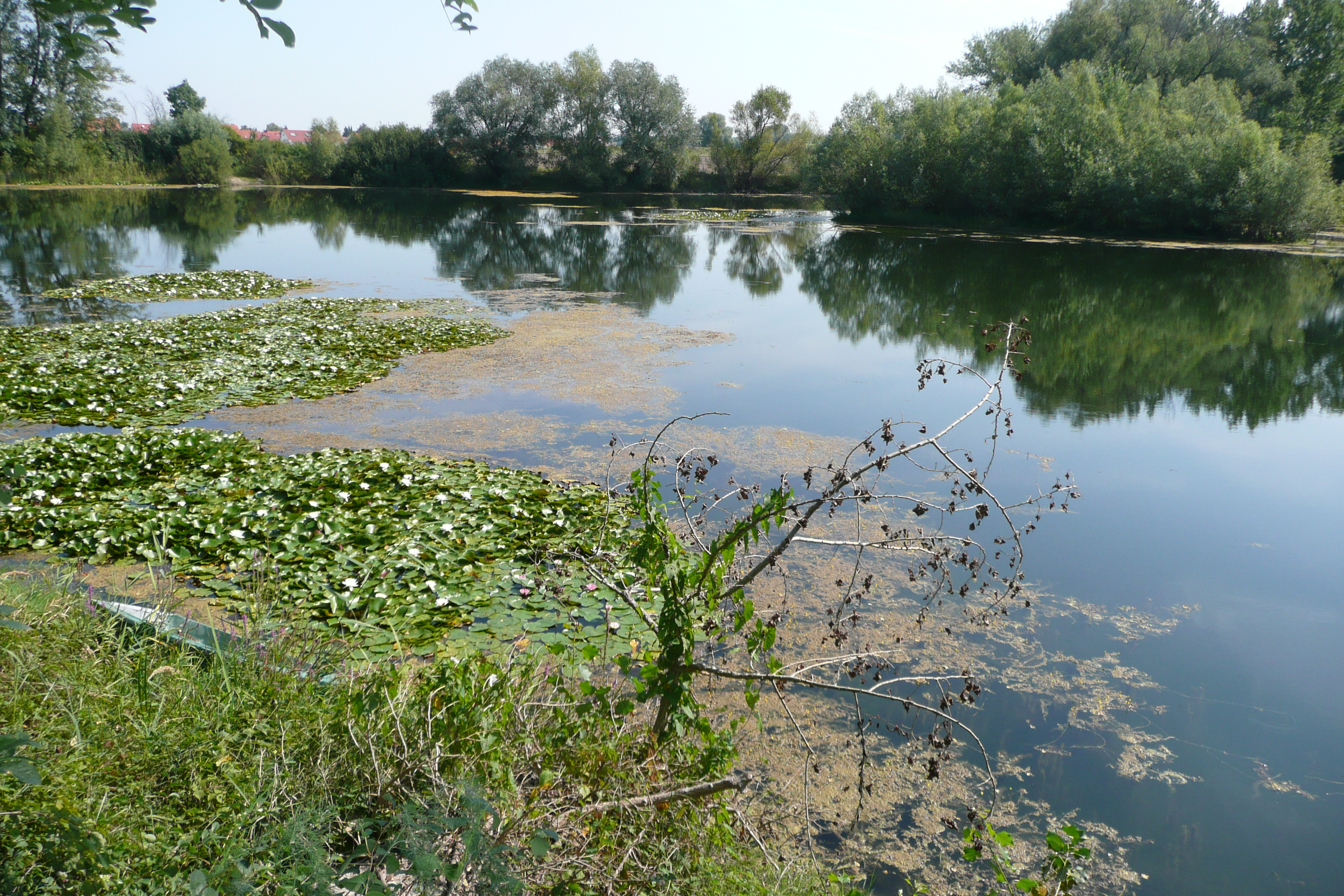
Kolk „Neues Loch“ mit Seerosen

### Geografische Lage
Ibersheim gehört zum Wonnegau und grenzt an die Gemarkungen von Worms-Rheindürkheim, Osthofen, Eich (Rheinhessen) und Hamm am Rhein. Es ist der nördlichste Wormser Stadtteil.
Im Osten bildet der Rhein auf 5 km die natürliche Gemarkungs- und Landesgrenze (Stromkilometer 453,5 bis 458,4) und im Westen ist es der Seegraben mit etwa 2 km auf der Gemarkungsgrenze zu Eich. Das Gebiet befindet sich in einem ehemaligen Überschwemmungsgebiet des Rheins innerhalb der Oberrheinischen Tiefebene. Mit einer Gemarkungsfläche von 972,1 Hektar ist Ibersheim der fünftgrößte von 13 Wormser Stadtteilen; er hat 8,9 % der städtischen Gesamtfläche. Der niedrigste Punkt von Worms liegt auf dem Ibersheimer Wörth mit 86,5 Meter, die höchste Stelle im Ort ist mit 89,5 Meter am Friedhof.
Die Ibersheimer Gemarkung gehört seit 1977 zum Landschaftsschutzgebiet Rheinhessisches Rheingebiet. Mit Hoch- und Niedrigwasser des Rheins muss gerechnet werden. Das Ibersheimer Wäldchen, in der Gewann Mittellache, Mittlach genannt, ist der Rest eines ehemaligen Auwalds und gilt als schutzwürdiges Biotop. Weitere schützenswerte Gebiete mit Vegetation für Stillgewässer und Vogelschutz sind noch auf dem Ibersheimer Wörth und am Neuloch vorhanden.

### Wasser und Boden
Die Gemarkung ist durch die Rheinaue und Altrheinläufe geprägt. Die Grenze verläuft zwischen dem Rhein im Südosten und einem ehemaligen Altlauf des Rheins im Nordwesten. Zwischen dem Ort und dem Rhein liegt eine Rheinaue der jüngeren Mäanderflächengeneration. Gegen den Sandhof und Eich ist der Grenzverlauf am Seebach/Seegraben und dem Landbachgraben Richtung Hamm. Die Sedimentation dieses Altlaufs ist ca. 10.000 bis 12.000 Jahre alt, siehe Ausschnitt der Rheinlaufkarte von 1799.
Bei Dammbrüchen ist 1798 das Altloch (15 m tief) und 1824 das Neuloch (10 m tief) durch Ausspülung entstanden. Im November 1824 war der Wasserstand am Wormser Pegel bei 6,14 m. Der bisher höchste bekannte Stand war vom 29. Dezember 1882 bis 5. Januar 1883 bei 8,22 m und überschwemmte 84 % der Ibersheimer Gemarkung (808 ha von 961 ha). Zwei Hochwasser-Marken befinden sich an einem Eckquader der Schafscheuern und sind mit „W“ gekennzeichnet.
Die Ackerböden sind von unterschiedlicher Güte und erreichen teilweise die höchste Bodengüteklasse.
Das Grundwasser ist gut und reichlich bei schwankendem Wasserstand vorhanden (Wasserschutzgebiet III B). Es ist das größte noch nicht genutzte Reservoir im Stadtgebiet. (Das Wormser Wasser kommt von der rechtsrheinischen Seite bei Bürstadt.) Ibersheim wehrte sich 2008 bei Behörden und Verbänden vergeblich gegen eine Nassauskiesung über die Hammer Gemarkungsgrenze hinaus auf Ibersheimer Gebiet. Erfolgreich konnte jedoch in der Vergangenheit eine Verunreinigung dieses Bodenschatzes durch Polder oder Klärschlamm vermieden werden.
Die Mainzer Stadtwerke holen bereits seit Jahren ein Teil ihres Trinkwassers, mit einem eigenen Wasserwerk, aus dem angrenzenden Eicher Rheinbogen. Über eine 32 km lange Leitung wird zur Sicherstellung der Versorgung Wasser in ein Verbundleitungssystem gefördert.
Das Ibersheimer und Hammer Trinkwasser kommt seit 1960 aus dem Wasserwerk Eich an der Ibersheimer Straße. Am 1. Juli 2005 wurde eine neue Transportleitung zwischen dem Wasserwerk Osthofen und Eich eingeweiht. Damit wird Ibersheim mit Wasser niedriger Härte versorgt. Die Wasserförderung und Aufbereitung in Eich wurde aufgrund grenzwertiger Härte stillgelegt.
Die Abwässer gehen seit 1984 zur Kläranlage nach Worms. Bei der Verlegung der Abwasserrohre sind zum Teil erhebliche Gebäudeschäden entstanden.

### Klima
Der Ort liegt, wie ein Großteil Rheinhessens, in einer der trockensten Zonen Deutschlands. Die Jahresniederschläge betragen meistens unter 500 Millimeter. Die Landwirtschaft ist auf künstliche Bewässerung aus mehr als 70 Brunnen angewiesen.

## Geschichte

### Mittlere Bronzezeit
(1600–1300 v. Chr.)
Zwei Skelette mit zwei 20 Zentimeter langen Radnadeln wurden 1903 entdeckt. Zwei weitere Radnadeln stammen aus einem Gräberfeld am Seegraben.
Aus den danach folgenden Zeiträumen sind keine Funde aus Ibersheim bekannt:
- Späte Bronzezeit, 1300–800 v. Chr.
- Mitteleuropäische Eisenzeit, 800 v. Chr.–1. Jahrhundert

### Römische Zeit
(1.–4. Jahrhundert)
Aus der Römischen Zeit wurden verschiedene Münzen (Marcus Vipsanius Agrippa) und Fundamentreste entdeckt, als ab 1973 die neue Friedhofshalle errichtet wurde. An dieser höchstgelegenen Stelle im nahen Umkreis, stand über mehrere Jahrhunderte (1270–1736) die St.-Dionysius-Kapelle. – Ibersheim lag zur Römischen Zeit im Bereich der Civitas Vangionum mit Borbetomagus, der heutigen Stadt Worms, als Zentrum.

### Völkerwanderungszeit
(4.–6. Jahrhundert: Völkerwanderung)
Mit der Aufgabe des oberrheinischen Limes durch die Römer, wurde der Rhein vorübergehend die Grenze. Am Ende der Römer-Herrschaft drangen Germanenstämme weiter. Mit dem Rheinübergang von 406 kamen die Burgunden, um sich um Worms anzusiedeln. Mitte des 5. Jahrhunderts drangen die Alamannen in das südliche Rheinhessen. Von Norden kamen die Franken, besiegten 496/497 unter Chlodwig I. die Alamannen und drängten diese nach Süden ab. Mit der Fränkischen Landnahme wurde die Gegend besiedelt, erkennbar an dem Ortsnamen mit der Endung -heim.

### Frühmittelalter
(6.–10. Jahrhundert: Fränkisches Reich, Merowinger, Karolinger)
Die erste Besiedlung durch Rheinfranken ist mit einem kleinen Gräberfeld aus der Zeit um 500 nach Christus belegt. In der heutigen Adolf-Trieb-Straße fand man 1956 vier fränkische Gräber mit verschiedenen Beigaben. Den größten Teil davon konnte das Museum der Stadt Worms (Andreasstift) retten.
Weitere frühmittelalterliche Funde aus der Zeit der Merowinger um 650 wurden in den 1990er Jahren in einem Vorgarten, In den Hütten, entdeckt:
- Eine Lanzenspitze, weidenblattförmig, Eisen geschmiedet, 400 Millimeter Gesamtlänge, beidseitig mit leichtem Mittelgrat, geschlossener Tülle mit 20 Millimeter Innendurchmesser. Der Form nach, stammt der Fund aus der Merowingerzeit, dem 7. Jahrhundert.[15]
- Zwei Nägel, Eisen geschmiedet, Köpfe viereckig (25 mm × 25 mm und 28 mm × 28 mm), Schaft rechteckig (68 mm und 60 mm Gesamtlänge), vermutlich zur Befestigung eines Schildbuckels
- Ein Knopf, teilweise vergoldet, 18 Millimeter Durchmesser, Rand grob senkrecht geriffelt, mit französischer Lilie, Rückseite mit Öse.[16] – Der Merowingerkönig Chlodwig I. soll sich nach seiner Bekehrung zum Christentum Lilien als Wappenzier erwählt haben.[17]

Die älteste bekannte schriftliche Erwähnung, die Ibersheimer marca (Gemarkung Ibersheim), geht auf die Schenkung einer Baltsuind an das Kloster Lorsch zurück und datierte, laut einer Abschrift der Schenkungsurkunde im Lorscher Codex, vom 10. Februar 767. Zu dieser Zeit regierte Pippin der Jüngere, Vater Karls des Großen. Damit ist Ibersheim der viertälteste Vorort von Worms und gleichaltrig wie Worms-Pfeddersheim 754, Worms-Horchheim 766 und Worms-Heppenheim 3. November 766/767. Insgesamt 27 Urkunden aus den Jahren 767 bis 829 zeigen Schenkungen von Ibersheimer Besitz an das Benediktiner-Kloster. In dieser Zeit heiratete Karl der Große im Oktober 783 Fastrada in Worms. Bis dahin hatten die Ibersheimer bereits 20 Weinberge dem Kloster Lorsch geschenkt.
Adeltrud, eine Vorfahrin mehrerer für die Geschichte von Worms wichtiger Personen, schenkte sechs Weinberge, fünf Rebpflanzungen und Ackerland zwischen 1. Juni 770 und 8. Juni 778 (CL 1403, 1478, 1488, 1489). Sie war verheiratet mit Graf Eberhard, begütert um Mannheim, deren Nachkommen waren:
- Werner I. (Präfekt des Ostlandes), (* zwischen 760 und 765, erschlagen 814 in der Aachener Königspfalz) war Gründer, Mitbesitzer des Klosters Hornbach, Präfekt des Ostlandes Karls des Großen. Er entstammte den Widonen, Salier und gehört zu den Frühen Saliern. Er war verheiratet mit Engiltrud, der Tochter von Adeltrud und Eberhard. Am 21. Oktober 812 schenkte er dem Kloster Lorsch eine Hofreite in Rheindürkheim.[19] Nach dem Tod Karls des Großen hatte er die Aachener Kaiserpfalz für König Ludwig den Frommen von unlauteren Elementen zu säubern. Dabei kam es zu einer blutigen Auseinandersetzung, bei der Werner getötet wurde.
- Konrad der Rote (* um 922, gefallen 10. August 955 in der Schlacht auf dem Lechfeld gegen die Ungarn), danach im Wormser Dom bestattet. Er war Herzog von Lothringen und Graf in Franken. Über die Linie des fränkischen Adelsgeschlechtes der Salier (Werner V. bis Werner I.) ist er mit Adeltrud und Eberhard verwandt.
- Pilgrim von Passau, (* um 920; † 21. Mai 991 in Passau), Im Nibelungenlied und der Nibelungenklage wurde ihm ein literarisches Denkmal, als Oheim von Kriemhild, gesetzt. Er ist über die Linie des fränkisch-bayerischen Adelsgeschlechtes der Sieghardinger (Stammbaum) auch ein Nachkomme von Eberhard und Adeltrud.

Graf Egilolf von Bensheim († 4. April 783), ⚭ Willigard (Tochter von Gerold von Anglachgau), schenkte mit seinem Sohn Gerold am 12. Juni 767 dem Kloster Lorsch sieben Morgen Ibersheimer Land. Willigard war die Schwester von Hildegard, die mit Karl dem Großen verheiratet war, siehe Geroldonen.
Nach 793 wurden etwa 30 karolingische Münzen in einem Notversteck vergraben, die im Sommer 1880 am Rheinufer entdeckt wurden. Der Fund deutet als „das Vermögen eines friesischen Kaufmanns, der mit wohl gefüllter Börse nach günstigen Geschäftsabschlüssen in Italien sich auf der Heimfahrt stromab nach Dorestad (bei Wijk bij Duurstede) befunden haben muß.“ – Nach dem damaligen Fernhandel von Flandern nach Oberitalien (Mailand, Genua) zu urteilen, müsste es ein flämischer Tuchhändler gewesen sein, der seine feinen Tuche über den Gotthardsaumweg transportieren ließ. – Heute befindet sich ein Teil des Schatzfundes mit 12 Stück im Museum der Stadt Worms. Die Friesen hatten um 900 ein eigenes Stadtviertel in Worms und führten von dort Wein in Fässern aus.

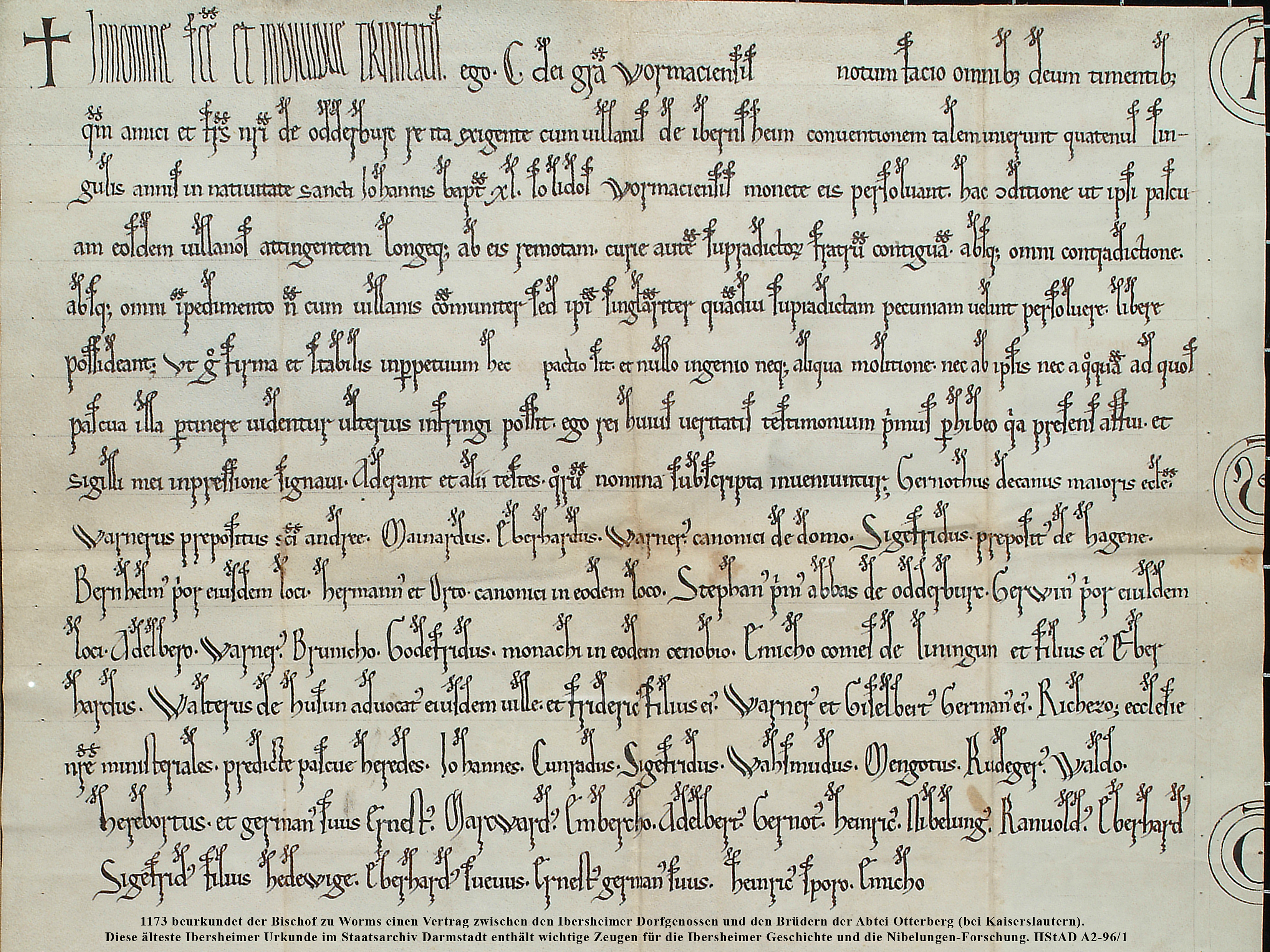
Vertrag mit Abtei Otterberg von 1173

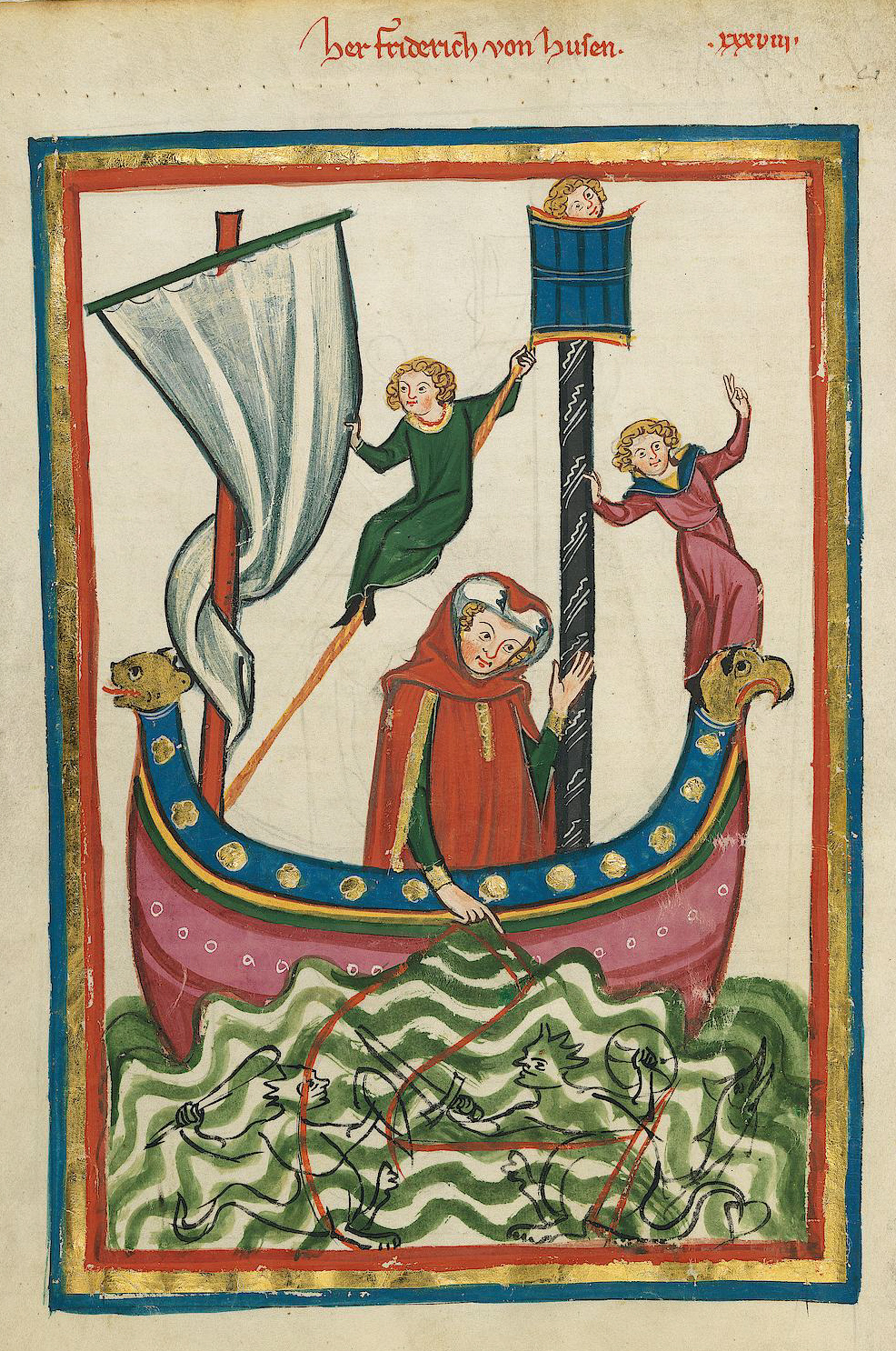
Minnesänger Friedrich von Hausen

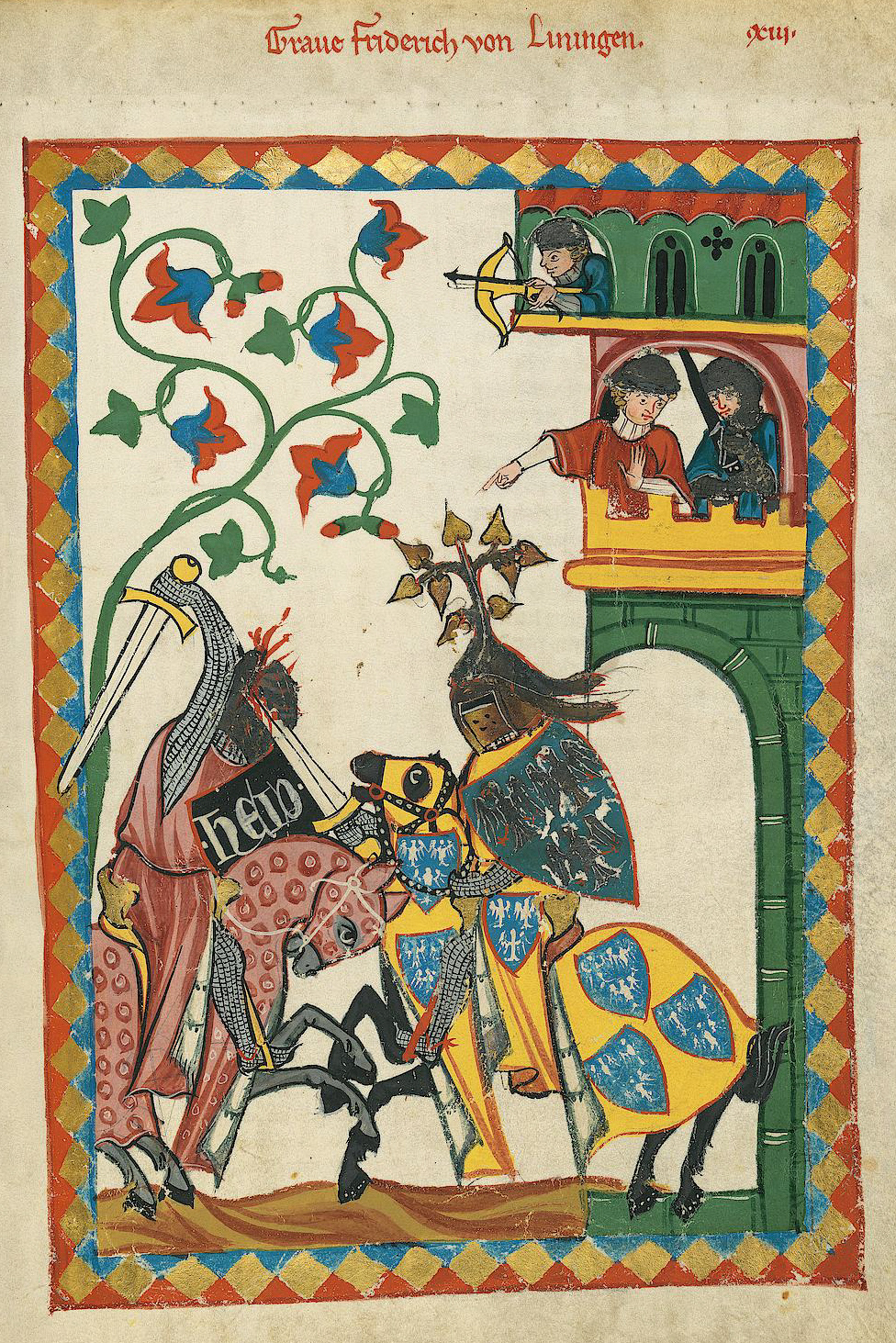
Minnesänger Friedrich von Leiningen

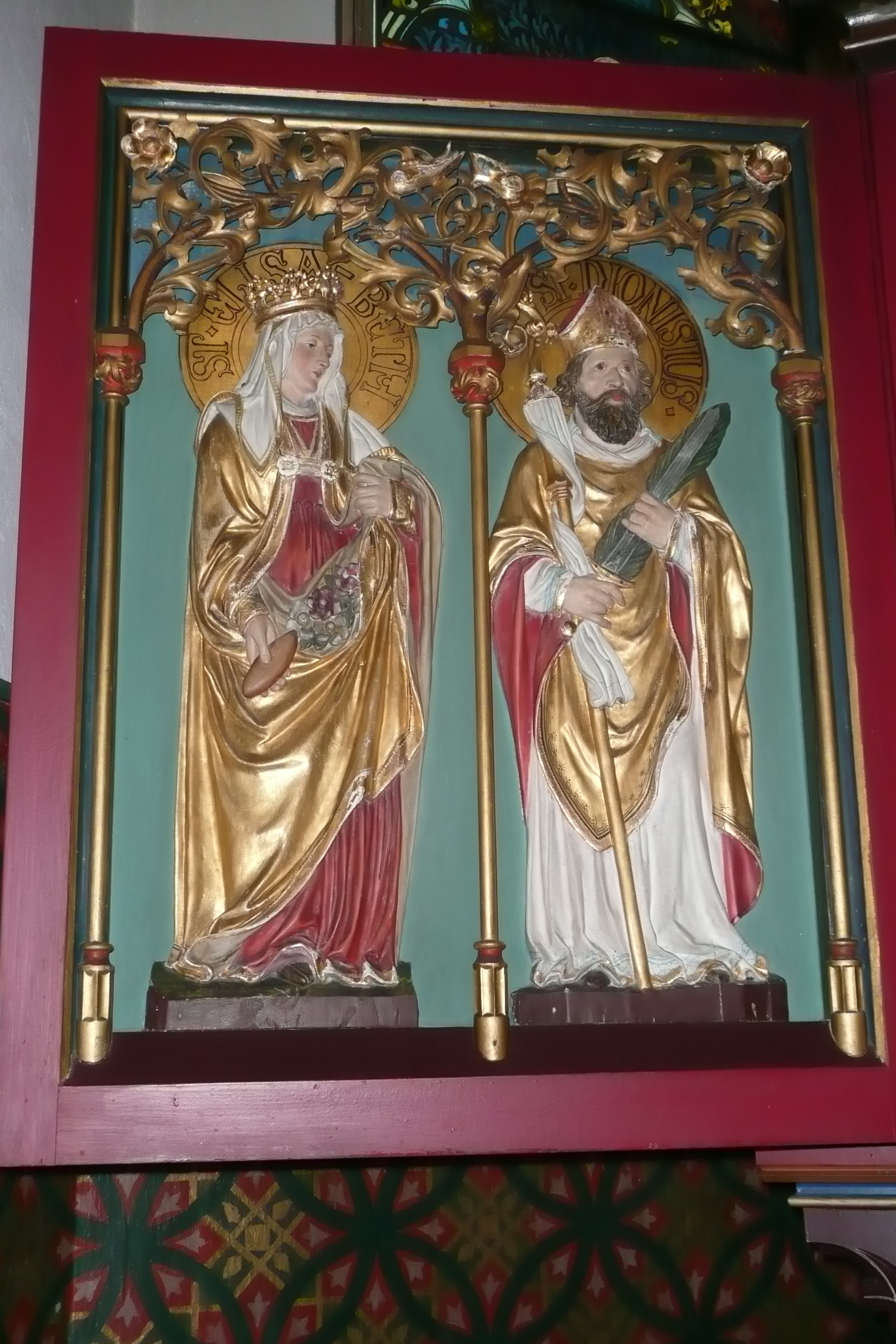
Ibersheimer Patronen am Eicher Hochaltar

### Hochmittelalter
(10.–13. Jahrhundert: Ottonen, Salier, Staufer)
Die Besitzungen des Klosters Lorsch fielen nach dem allmählichen wirtschaftlichen Niedergang an das Bistum Worms und an die Abtei Otterberg. Um 1020 kam Ibersheim durch Bischof Burchard von Worms als Stifts- oder Fronhof an das 1002 errichtete Stift St. Paulus in Worms.
Um 1173 beurkundet Konrad II. (Worms), dass die Brüder zu Otterburg mit den Dorfgenossen von Ibersheim einen Vertrag eingegangen sind, wonach sie gegen einen jährlichen Zins von 40 solidi Wormser Währung eine jenen Dorfgenossen gehörige Weide in Besitz nehmen. Die Zeugenliste umfasst mehr als 40 Namen, darunter solche, die später im Nibelungenlied (um 1230 bis 1280) erscheinen, wie Nibelung, Gernot und Siegfried.
Der Minnesänger Friedrich von Hausen (um 1150–1190) hatte Besitz in Ibersheim. Sein Vater Walther (Herr zu Dienheim und Dolgesheim; † um 1184) und sein Bruder Heinrich (Herr zu Dolgesheim; † ca. 1240) waren hier Erb-Vögte. Ihre Stammburg stand im heutigen Mannheim, Burgstraße (Rheinhäuser Hof). Friedrich war Ministeriale des Staufer-Kaisers Friedrich Barbarossa und ist einen Monat vor seinem Kaiser auf dem Dritten Kreuzzug gefallen. In der Ibersheimer Urkunde von 1173 wird er mit seinem Vater Walther als Zeuge genannt.
Der Deutsche Orden mit seiner Ballei Deutschherrenhaus Koblenz am Deutschen Eck unterhielt ab der Zeit um 1250 eine Kommende mit beträchtlichem Viehbestand in Ibersheim. Der übliche Wegzoll an den Rheinzollstellen, zwischen Ibersheim und Koblenz, wurde dem Orden in verschiedenen Privilegien, auch von Rudolf I., erlassen. – Zur Erinnerung erhielt der Orden, als einer von vier Grundherren im Ortswappen, den Straßennamen Deutschherrnstraße.
Die Nachfolger des Minnesängers Friedrich II. (Leiningen): Friedrich III. (Leiningen), Friedrich IV. (Leiningen), und dessen Sohn Friedrich V. (Leiningen), verkauften 1285 dem Deutschen Orden in Ibersheim die Vogtei und andere Berechtigungen für 200 Pfund Heller Wormser Währung.

### Spätmittelalter
(13.–15. Jahrhundert)
1270 wird erstmals eine Pfarrkirche auf dem höchsten Gelände bei dem Friedhof erwähnt, die dem Heiligen Dionysius von Paris geweiht war. Die Steine der verfallenen Kirche wurden 1736 für den Bau der katholischen Kirche in Eich verwendet. Bei der Errichtung der neuen Friedhofshalle zwischen 1973 und 1975 wurden römische Münzen entdeckt.
Schon im Jahr 1282 hatte Simon von Schöneck, ehe er Bischof von Worms geworden war, eine Korngülte von 140 Maltern (Getreidemaß) in Ibersheim Ludwig dem Strengen überlassen.
Der Altrheinarm Bachert war in Urkunden zwischen 1285 und 1418 bei Eigentumsübertragungen als Salmengrund stets besonders erwähnt worden. Es ist ein Ablaich- und Fangplatz, des damals und heute bekannten Edelfisches Lachs gewesen, den man als Wanderfisch im Rhein, beim Auf- und/oder Abstieg Salm genannte.
Ständige Konflikte zwischen der Wormser Pauluskirche und dem Deutschen Orden veranlassten Papst Bonifatius VIII., einen Schlichter zu berufen. Er überträgt dem Dechant des Stifts zu Xanten (am 7. Januar 1299) die Entscheidung in der Streitsache zwischen dem Deutschen Haus zu Coblenz (Ballei der Kommende Ibersheim) und dem Sanct Paul-Stift zu Worms. –
Zur Hintergrundinformation: Besitz aus Guntersblum kam im frühen Mittelalter durch Schenkung an das Erzbistum Köln und von dort an deren Dekanat Xanten als Pfründe. Das Stift Xanten hatte am 15. Januar 1237 sein Patronatsrecht und seinen Besitz an das Domkapitel Worms, unter Bischof Landolf von Hoheneck verkauft. Im Nibelungenlied kam Siegfried aus Xanten. – Die Nibelungenlied-Forschung hat auf die Zusammenhänge zwischen Xanten, Guntersblum und Worms noch keine endgültige Erklärung gefunden.
Das Wormser Paulsstift im Bistum Worms gestattete am 22. August 1417 dem Pfalzgrafen Ludwig III., ein Schloss (kurfürstliches Amtshaus) zu bauen. Dies ist heute trotz Umbauten im Wesentlichen erhalten. Von 1285 bis 1468 hatten die Leininger Grafen hier Besitz und von 1513 bis 1522 Franz von Sickingen.
Das Weistum des Hubgerichts (Niedere Gerichtsbarkeit) von 1358 zusammen mit Eich (Rheinhessen) und von 1486 für das eigene Dorfgericht sind noch im Hessischen Staatsarchiv Darmstadt vorhanden. Der Dechant, Stiftsnotar von St. Paul zu Worms, Dietherus vom Stein (Oberstein (Adelsgeschlecht)), war maßgeblich am Ibersheimer Weistum von 1486 beteiligt.
Ein Teil der Ibersheimer Gemarkung war auf der anderen Rheinseite mit dem heutigen Kernkraftwerk Biblis, rechts der Weschnitz-Mündung und der Burg Stein, links der Weschnitz-Mündung gelegen:
- 40 Morgen Wiesen des Deutschen Ordens bei Nordheim
- 130 Morgen Wiesen und sumpfige Lachen Am Herrenfeld (Stromkilometer 456,5, heute Biblis)
- 187 Morgen Am kleinen Rosengarten (Stromkilometer 460, heute Gernsheim).

Der Deutsche Orden im Deutschordensstaat geriet nach der verlorenen Schlacht bei Tannenberg (1410), nach einer Agrarkrise und durch den Dreizehnjährigen Krieg in eine Finanzkrise, sodass die Ballei Koblenz gezwungen war, ihre Kommende Ibersheim aus Geldnot zu verkaufen. Daraufhin konnten zunächst im Januar 1463 die rechtsrheinischen 40 Morgen Wiesen an Nordheimer Bürger gegen 200 Gulden übereignet werden. Dem Komtur der Ballei Koblenz Werner Overstolz ist es später gelungen, einen kapitalkräftigen Käufer zu finden und mit Genehmigung des Hochmeisters des Ordens Ludwig von Erlichshausen, den restlichen Besitz seiner Kommende Ibersheim zu veräußern. Am 22. Juli 1465 unterschrieben Landgraf Hesso von Leiningen und seine Gemahlin Pfalzgräfin Elisabeth von Bayern (* um 1406) einen entsprechenden Revers. Die Deutschherrenkommende wird damit, nach mehr als 200 Jahren, in Ibersheim aufgehoben.
Am 8. März 1467 starb Hesso von Leiningen-Dagsburg in München und wurde in Kloster Höningen (Pfalz) beigesetzt. Er konnte den Kauf in Ibersheim nicht mehr bezahlen. Am 14. Juli 1468 belehnte Bischof Reinhard von Worms, aufgrund des Heimfallrechts, den Kurfürsten Friedrich I. (Pfalz) mit dem halben Gericht (Vogtei mit hoher Gerichtsbarkeit) und anderen bischöflichen Lehen zu Ibersheim. – Nach dem Tod der Pfalzgräfin Elisabeth am 5. März 1468, ein Jahr nach ihrem Gemahl, erbte Hessos Schwester Margarethe (1423–1470), vermählt mit Reinhart III. (Herr von Westerburg; † 1449), die Ibersheimer Schulden. Mit ihrem Hartenburger Vetter Emich VII. († 1452) entstand jedoch ein langwieriger Erbstreit, sodass sich Margarethe hilfesuchend an Kurfürst Friedrich I. wandte und ihm fast die halbe Grafschaft dafür versprach.
Am 8. Mai 1481 kam es zu einem gütlichen Entscheid vor dem Kammergericht Kaisers Friedrich III. unter Vorsitz von Kurfürst Johann II. von Baden. Die streitenden Parteien waren:
- Deutschordenskommende Koblenz, die immer noch kein Geld aus dem Verkauf an Hesso von Leiningen hatte,
- von kurpfälzischer Seite Philipp (Pfalz) und
- auf leiningerischer Seite Graf Reinhard III. zu Leiningen, Herrn zu Westerburg.

Die Entscheidung lautete, dass der Pfälzer Kurfürst Philipp, Nachfolger von Friedrich I., Ibersheim erhält und dem Deutschen Orden 4000 Gulden zahlen muss. Im selben Jahr wurde bedungen, dass der Ibersheimer Hof der Kurpfalz alleine verbleiben und dem Deutschen Orden weitere 4600 Gulden bezahlen solle. – Daneben bestand noch ein zweites grundherrliches, dem St. Paulsstift zustehende Gericht, das geistliche oder Schultheißengericht. Vogtei und Hubgerichtsbarkeit waren dadurch nicht berührt worden, diese bleiben nach wie vor in Händen des St. Paulsstifts, das ja die Vogteirechte mit der Kurpfalz geteilt hatte. 1486 hielt das Stift das Hubgericht ab.
Johann XX. von Dalberg ließ in seiner Wormser Diözese Prüfungen durchführen. In dem Visitationsbericht, dem Wormser Synodale von 1496, werden in der Beschreibung von Ibersheim das Schloss und die Schutzpatronen der Kapellen genannt: die Heilige Elisabeth von Thüringen für die Schlosskapelle und für die frühmittelalterliche Friedhofskapelle der Heilige Dionysius von Paris. 1911 wurden die Ibersheimer Schutzpatrone am Hochaltar der katholischen Kirche in Eich verewigt.

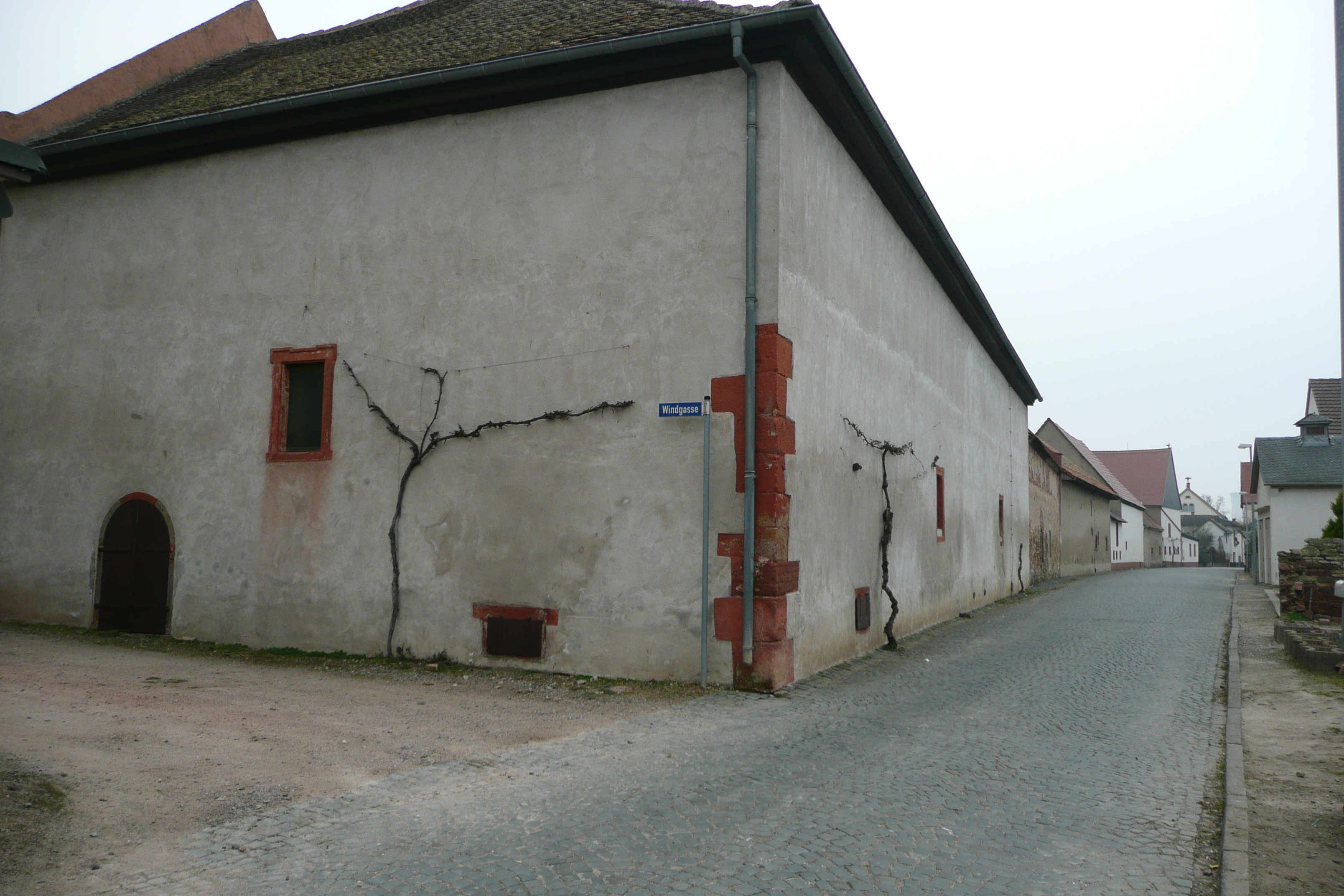
Ehem. Ortsbefestigung Nordwest-Ecke

Von 1449 bis 1476 regierte Friedrich I. (Pfalz), der Siegreiche, der das Schloss erweiterte und den Ort befestigen ließ. Fundamentreste der ehemaligen Ortsbefestigung befinden sich noch im Keller Menno-Simons-Straße 15 (Haus Kühn, letzte Postagentur) mit einer Wandstärke von ungefähr 70 cm und im Haus Menno-Simons-Straße 16 (Haus Dietz) im Erdgeschoss zur Rheinseite mit ungefähr 60 cm. Ein Turmstumpf steht hinter Haus Menno-Simons-Straße 12 (Haus Nischwitz), in der Verlängerung vom Schloss zum Rhein hin. Die ehemalige Befestigungsmauer ist auf einigen Metern, hinter dem Heimatmuseum, deutlich sichtbar, renoviert worden. An dieser Südwest-Ecke wurde das heutige Museum 1788 außerhalb der Mauer an ein früher erbautes Häuschen (im Privatbesitz, mit Torbogenrest) angebaut.
Der befestigte Ort hatte zwei Tore und eine Straße dazwischen. Am Ausgang zu den Nachbarorten war ein Falltor, das vermutlich als leicht schräg gestelltes Zauntor befestigt war und von selbst wieder zufallen konnte. Am ehemaligen Beschließerhaus (heute Im Fuchseck 2, gegenüber dem früheren Boxheimer Hof) markiert noch ein Begrenzungsstein diese Stelle.
Die Bauanlage und die Funktion der beiden mittelalterlichen Höfe von Ibersheim und des etwa zweieinhalb Kilometer entfernten Sandhofes sind gleich. Beide wurden zur gleichen Zeit befestigt und erweitert von der gleichen kurpfälzischen Herrschaft. Auch die Umfassungsmauern sind mit ca. 60 Zentimeter gleich stark. Dies soll den königlichen Fronhöfen ähneln. Mit dieser Erkenntnis ist vorstellbar, wie die beiden Tore in Ibersheim einmal ausgesehen haben.

### Neuzeit
Frühe Neuzeit, Absolutismus und Aufklärung

#### 17. Jahrhundert

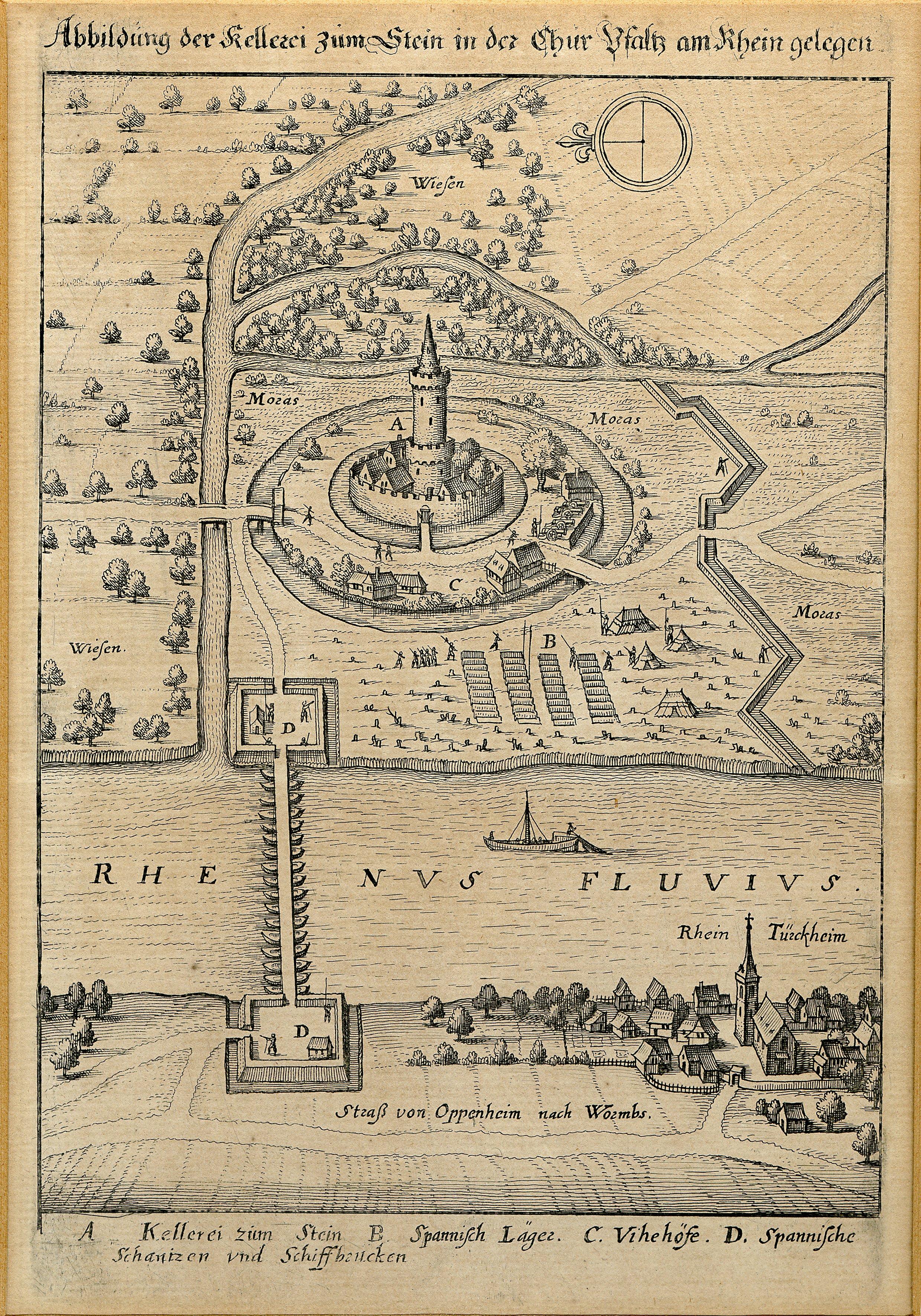
Burg Stein vor 1631 von Matthäus Merian

Ab 1603 hatte die Pauluskirche, nach fast 600 Jahren, keinen Besitz mehr in Ibersheim, weil die wenigen Äcker gegen kurpfälzische in Eicher Gemarkung getauscht wurden. Jetzt war der Ibersheimer Hof gänzlich in kurpfälzischem Besitz. Die Verwaltung erfolgte damals ab dem Heidelberger Schloss und nach dessen Zerstörung ab dem Schloss Mannheim über das Oberamt Alzey. Den örtlichen Verwalter, der im Schloss Ibersheim wohnte, nannte man Keller.
1621 eroberten die spanischen Truppen der kaiserlich-katholischen Liga unter ihrem Kommandeur Gonzalo Fernández de Córdoba die Burg Stein und errichteten ihr Lager zwischen Ibersheim und Rheindürkheim. 1631 beim Herannahen der Schweden unter Gustav II. Adolf wurde die Burg und die Pontonbrücke von den Besetzern in Brand gesteckt. – Matthäus Merian hat die Burg noch während der spanischen Besatzung und vor der schwedischen Zerstörung darstellen können. In der Topographia Germaniae erfolgte die Veröffentlichung mit einer guten Darstellung für die Zukunft.
Die Burg Stein wurde 1957 bei einer Erdölbohrung (Wattenheim 6) zufällig wiederentdeckt und von 1970 bis 1972 archäologisch untersucht. In den Ruinen wird heute mit Schautafeln die Geschichte, bis zu den Römern zurück, dargestellt.
Nach dem Dreißigjährigen Krieg war das ehemals mittelalterliche Pfarrdorf Ibersheim nur noch ein Hof, der nicht mehr selbst verwaltet, sondern verpachtet wurde:
Ab etwa 1654 ist Heinrich von Mauderich (Henrick van Maurick) der erste Pächter gewesen. Er stammt aus Maurik mit dem Ortswappen, das früher das Familienwappen (Schafschere) der Herren van Mauderick war. Der Ort gehört heute zur Gemeinde Buren in der Betuwe (Bettau) im Gelderland (Niederlande). Der wohledle, gestrenge und ehrenfeste Herr Henricius von Mauderich lebte ungefähr zwischen 1651 und 1661 mit seiner wohledlen Gemahlin Frau Anne Gertrude im Schloss Ibersheim. Dort wurde am 7. Oktober 1656 ihre Tochter Marie getauft. Die vielen Generationen vorher können bis zu Ritter Safatin van Maurik zurückverfolgt werden, der in der Schlacht von Worringen am 5. Juni 1288 umgekommen ist. Der Adelige hatte es in Ibersheim schwer, mit seinen Bediensteten aus verschiedenen Landesteilen, das verwüstete Land wieder nutzbringend herzurichten. Er verschaffte sich noch zusätzliche Einnahmen als Raubritter, zusammen mit den Steinern (Burg Stein/Zullestein) auf der anderen Rheinseite, durch eine illegale Zollstelle. Neben dem Schloss Ibersheim war ein Wartturm (Wach- und Flaggenturm mit Schießscharten), von dem über die Baumwipfel Signale zur Burg über den Rhein (2 km weiter) gegeben werden konnten. Die Erwartungen des Kurfürsten, der sein zerstörtes Land aufzubauen hatte, konnte der Junker aus dem Gelderland wahrscheinlich nicht voll erfüllen.
Für Ibersheim sind von den drei heutigen niederländischen Rijswijk zwei von Bedeutung:
- Rijswijk (Gelderland)
  - Dieser Ort liegt am Lek (Fluss) in der heutigen Gemeinde Buren (Gelderland) mit der ehemaligen bedeutenden karolingischen Handelssiedlung Dorestad. Damals hatte ein Fernhändler seinen Münzschatz am Rhein bei Ibersheim auf der Flucht vergraben müssen.[52]
  - Eine ausführliche Beschreibung der Familie Van Mauderick 1270–1695, mit dem Ibersheimer Heinrich von Mauderick, wurde 2015 in diesem Rijswijk von Willem Morel van Mourik herausgegeben.
  - Die Heimat des ersten Pächters von Ibersheim Heinrich von Mauderick, wird sichtbar mit der Mühle von Wijk, gemalt um 1670 von Jacob van Ruisdael.
- Rijswijk (Zuid-Holland)
  - Der Pfälzische Erbfolgekrieg (1688–1697) wird mit dem Frieden von Rijswijk 1697 beendet.

Schema genealogicum von 1769

Ab 1661 schloss der pfälzische Kurfürst Karl-Ludwig einen Temporalvertrag mit Einwanderern aus der Region Zürich (Mennoniten (Täufer) und Reformierten) ab, weil diese sein verwüstetes Land erfolgreicher bewirtschaften konnten. (Zu dieser Zeit hatte Worms wegen der langen Kriegszeit nur 3000 Einwohner gehabt.) Der Vertrag wurde 1683 unter Karl II. (Pfalz) in einen Erbpachtvertrag mit zehn Familien umgewandelt. Die Schweizer Einwanderer kamen ab 1661 aus dem Zürcher Oberland mit Bäretswil und Eidberg und ab ca. 1671 aus dem Berner Oberland mit Buchholterberg, Eggiwil, Oberdiessbach und Röthenbach im Emmental.
Zehn Erbpächter ab 1683 – Herkunft
- Brubacher Hans Jacob –      Hirzel, Horgen, Zürich
- Dentlinger Jacob –          Berner Oberland
- Forrer Hans Jacob –         Hirzel, Horgen, Zürich
- Gochnauer Heinrich –        Fischenthal, Hinwil, Zürich
- Hagmann Ulrich, Witwe –     Eidberg, Oberwinterthur, Zürich
- Hiestand Konrad –           Richterswil, Horgen, Zürich
- Leitweiler Hans –           ? Aarau, Aargau, Zürich
- Neff Heinrich –             Vollenweid, Hausen, Zürich
- Opmann Peter –              Oberdiessbach, Bern-Mittelland
- Reif Heinrich –             Schönenberg, Horgen Zürich

Bei den Mennoniten galt nicht die hier übliche Realerbteilung, sondern das Anerbenrecht (Primogenitur), nach der der Erstgeborene männliche Nachfolger den Hof ungeteilt erhält, wie in der Großindustrie oder Aristokratie üblich. Deshalb kann Ibersheim heute große Dreiecks- und Viereckhöfe vorweisen.
Kaum waren die Folgen des Dreißigjährigen Krieges durch niederländische und Schweizer Pächter behoben, folgte ein noch furchtbarerer Krieg, der Pfälzische Erbfolgekrieg von 1688 bis 1697. Dabei wurde im März 1689 der Wormser Dom zerstört und die Dörfer der Umgebung von den Truppen des französischen Königs Ludwig XIV., unter General Ezéchiel de Mélac, fast gänzlich in Asche gelegt. Die Ibersheimer Familien waren gezwungen zu flüchten. Die Mennoniten hatten sich zu einem Treck mit zwölf Familien zusammengeschlossen und konnten im Oktober 1693 zu ihren Glaubensbrüdern ins Exil nach Friedrichstadt, ca. 700 km weiter, ziehen. Am Ende des Krieges kamen sie im April 1698 wieder nach Ibersheim zurück und bauten es auf. Sie waren danach anscheinend die einzige Glaubensgemeinschaft im Ort, weil von den Reformierten in Ibersheim jede Spur fehlte.

#### 18. Jahrhundert
Johann Georg Bachmann (1686–1753) war Sekretär von William Penn in England, vor der endgültigen großen Überfahrt nach Amerika. Der Gouverneur von Pennsylvania hatte ihm für seine Dienste zwei Stadtteile in den jungen Kolonien, Upper Saucon und Lower Saucon, im heutigen Bezirk Lehigh County, Pennsylvania zugesprochen. Hans Jörgli Bachmann ist am 1. Mai 1686 in Richterswil bei Zürich geboren, heiratete 1715 in Ibersheim, die dort am 12. April 1698 geborene Anna Maria Schnebeli († 4. November 1776 in Upper Saucon). Mit ihrem ersten Sohn Heinrich (* 1717 Ibersheim) sind sie ausgewandert. Sie hatten elf Kinder und errichteten zwischen 1745 und 1750 in Coopersburg, Pennsylvania das erste Gasthaus Der Siebenstern. 1829 übernahm Daniel Cooper, nachdem die Stadt 1879 benannt wurde, das Haus.
Hohe Abgaben mussten in den späteren Kriegen erbracht werden:
- Pfälzischer Erbfolgekrieg, 1688–1697
- Polnischer Thronfolgekrieg, 1733–1738; - Im August 1734 kamen Franzosen und im September kaiserliche Husaren die hohe Opfer unterschiedlichster Art im Wert von insgesamt mehr als 8000 Gulden in den zwei Kriegsjahren 1734 und 1735 verlangten.
- Koalitionskriege, 1792–1814; - Im Verlauf des Ersten Koalitionskrieges hatten am Karsamstag 30. März 1793, vor der Belagerung von Mainz (1793), preußische und hessische Soldaten, auch mit König Friedrich Wilhelm II. (Preußen), nach einer Kanonade, Ibersheim besetzt.

Ibersheim gehörte bis dahin mehr als 300 Jahre zur Kurpfalz, ausgenommen das Lehen von 1513 bis 1522 an die Sickinger. Die kurpfälzische Regierung erfolgte vom Heidelberger Schloss und ab 1731 von Schloss Mannheim aus, über Oberamt Alzey und Amt Dirmstein.
Von Kurfürst Karl Theodor erhielten 23 Ibersheimer Erbbeständer am 6. Oktober 1753 einen Erbbestandsbrief über den rechtsrheinisch gelegenen Rosengarten mit 187 Morgen. Dieses Gelände kam am 20. März 1780 an Hamm am Rhein, heute Teil der Hammer Aue, und am 15. Juni 1802 an Gernsheim in Hessen.
Ibersheim war kurpfälzischer Hauptfronort, in dem auf Anweisung des Amtmanns ungefähr 100 Fronleute aus sieben Nachbarorten Fronarbeiten verrichten mussten. Die Ibersheimer selbst waren nicht frondienstpflichtig gewesen. Gegen Entschädigungen wurden Ende des 18. Jahrhunderts diese Dienste erlassen oder neu geregelt: mit Hamm 1777, mit Eich 1785, mit den Orten Gimbsheim, Alsheim, Osthofen und Westhofen 1792, mit Rheindürkheim generell im Laufe der Französischen Revolutionskriege.

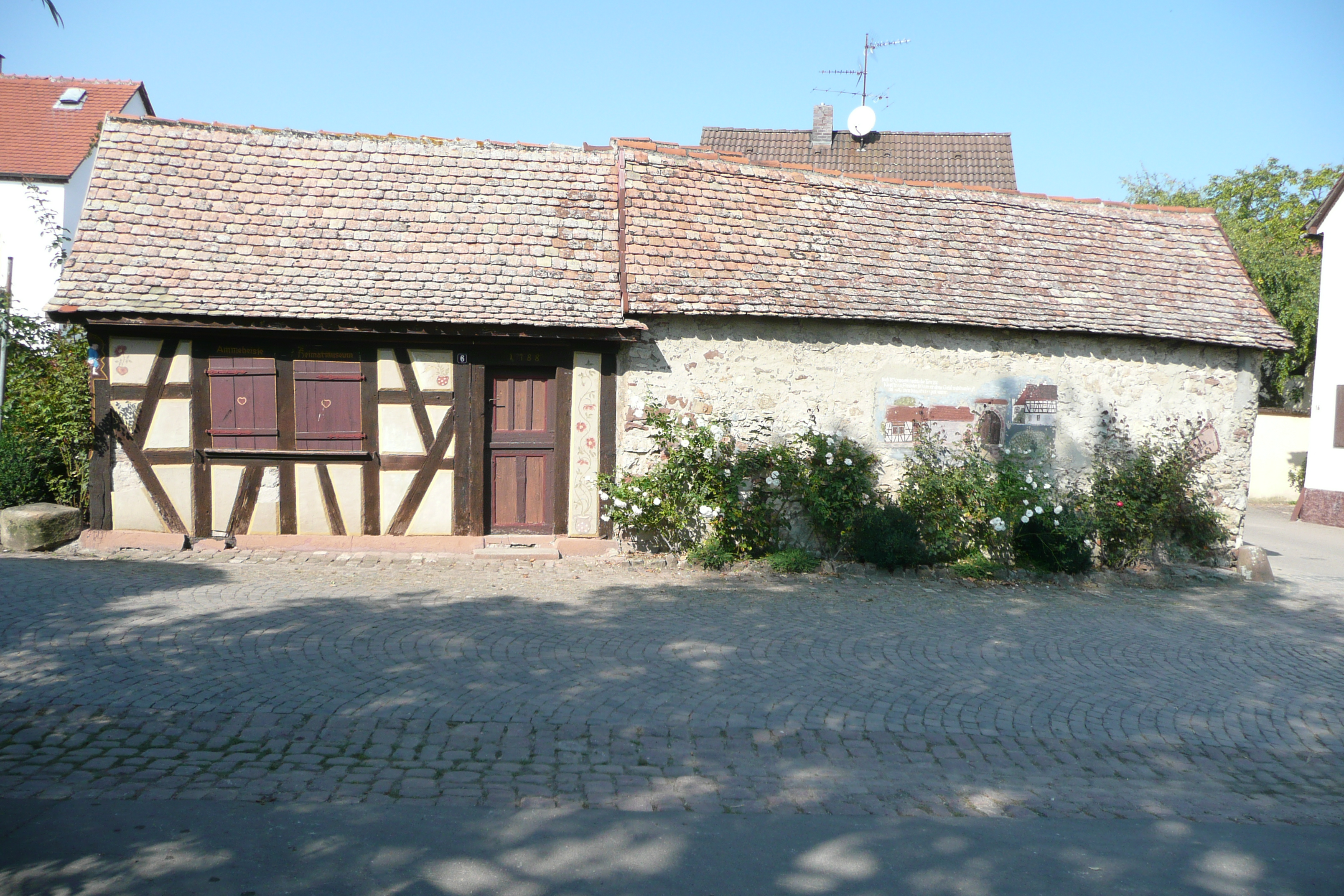
Heimatmuseum: 1788 als Nachtlager für Arbeiter erbaut

Auf der Gegenseite zum Rhein hin, konnte der Heimatverein ein historisches Bauensemble erhalten, denkmalgerecht restaurieren lassen und mit einem stilvollen Pflaster ein gemeinsames Gepräge geben:
- Das Heimatmuseum Ammeheisje wurde 1788 außerhalb der Ortsbefestigung als kleines Fachwerkhäuschen, im Anschluss an ein bestehendes fast gleiches Häuschen, errichtet. Es war als Nachtlager für nicht-mennonitische Arbeiter gebaut worden, damit sie nach Feierabend nicht nach Hause laufen mussten. In kurfürstlicher Zeit wurden die Mennoniten gezwungen, sich nachts mit den Ortstoren einzuschließen (Ghetto), damit eine Missionierung nicht möglich war. Kurze Zeit später, ab der Französischen Revolution, diente das Häuschen sozialen Zwecken und um 1900 war es die Wohnung der Hebamme Klara Bauer. Dieses Ammeheisje, wie es mundartlich genannt wird, ist heute denkmalgeschütztes Heimatmuseum und beliebtes Ortsmotiv.
- Das fast gleich große ältere verputzte Häuschen (im Privatbesitz) daneben war Teil der Ortsbefestigung und enthält in seiner Außenmauer noch heute ein Teil eines Torgewandes aus Sandstein. Zwischen den beiden Häuschen beginnt dahinter eine restaurierte Mauer als ehemalige Ortsbefestigung, die nach einigen Häusern, wieder in der Killenfeldstrasse sichtbar wird.
- Das daneben liegende Schweineställchen konnte zur Abrundung des historischen Ortsendes gekauft und in das geschlossene Gesamtgefüge eingebracht werden.

#### 19. Jahrhundert
Nationalstaaten, Industrialisierung
Nach der Französischen Revolution wurde das linksrheinische Gebiet 1796 besetzt und gehörte von 1802 bis 1814 zum Département du Mont-Tonnerre (Donnersberg). Im Rahmen der Proklamation der Generaldirektion der eroberten Länder vom 23. Juni 1796 wurden auch Ibersheim und der Sandhof, heute ein Ortsteil von Eich (Rheinhessen), zu einer Gemeinde ernannt, im Kanton Oppenheim.
1789 ist das bisherige Kammergut der Staatsdomäne des Maximilian I. Joseph (Bayern) zum Nationalgut des Französischen Staates erklärt und allmählich an die Ibersheimer Erbbeständer billig verkauft worden.
Die Mennoniten konnten nach einem Gutachten des Regierungspracticanten am Mannheimer Hofgericht, Joseph Adolph von Schweickhardt, vom 29. Oktober 1800, durch Reskript vom 28. März 1801 des Maximilian I. Joseph das Bürgerrecht erwerben, wenn sie dazu die gesetzlichen Bestimmungen erfüllen könnten und die bürgerlichen Lasten übernehmen wollten. Die vollen Bürgerrechte erlangten sie jedoch erst nach der Französischen Revolution durch den Code civil.
Der Rhein wurde damals Staatsgrenze und die Gemarkungsgrenzen änderten sich damit ebenfalls.
Das bedeutete:
- Die Wiesen im Rosengarten (187 ½ Morgen im Erbbestand auf der rechtsrheinischen Hammer Au) sind von Kurpfalz an das Großherzogtum Hessen übergegangen, wurden 1810 von Ibersheimer Erbbeständern gekauft.
- Das Holz- und Weiderecht im Busch konnte von der Hessischen Regierung, nach längeren Prozessen, erst in den 1840er Jahren von Ibersheim gekauft werden.

1816 kam das Gebiet zum Großherzogtum Hessen und wurde Rheinhessen genannt. Bechtheim war der erste zuständige Kantonsort, ab 1822 Osthofen. 1820 ist die Hessische Verfassung mit zwei Abgeordneten-Kammern eingeführt worden (Landstände des Großherzogtums Hessen). Für die Zweite Kammer wählten, in einer indirekten Wahl nach dem Zensuswahlrecht, die Wahlberechtigten zunächst ihre Bevollmächtigten, diese 1364 hessischen Wahlmänner wiederum einen Teil der 50 Abgeordneten. Ibersheim gehörte damals im Wahlbezirk Rheinhessen zum 8. Bezirk Osthofen.
Aufgrund der hohen Steuerzahlungen konnten, im Vergleich zu den Nachbargemeinden und den heutigen Wormser Stadtteilen, die meisten Staatsbürger aus dem kleinen Ibersheim zu Landtagsabgeordneten gewählt werden und waren ein Beweis für den relativ hohen Reichtum der dortigen Großbauern gewesen:
- 1820 – 10 Männer: Dahlem Daniel, Forrer Abraham, Heinr., Johann d. Ältere und Rudolph d. Ältere, Käge Jacob, Leyse Jacob und Joh., Stauffer Abraham und Heinr.[65]
- 1826 – 6 Männer: Forrer Johann I., Rudolph I., Laisé Jacob und  Johann, Stauffer Abraham und  Heinrich II.[66]
- 1834 – 8 Männer: Christoph Johann, Dahlem Jacob, Forrer Johann I. und Rudolph III., Laiser/Laisé Rudolph I., Seitz Johann, Stauffer Heinrich II. und Abraham[67]
- 1866 – 9 Männer: Hiestand Abraham, Laisé Abraham I., II. Johann V. und Rudolph II., Stauffer Abraham II., Heinrich IV. und V.[68]
- 1879 – 5 Männer: Hiestand Abraham, Forrer Jacob III., Laisé Heinrich II., Laisé Johann V., Stauffer Jacob II.[69]

Ibersheim erhielt 1822 eine eigene Gemeindeverwaltung (vorher mit Hamm zusammen) und war damals eine der reichsten Altrheingemeinden. 1835 wurden zur kommunalen Verwaltung Kreise eingeführt. Ibersheim gehörte danach zum Kreis Worms. 1852 erfolgte eine weitere Änderung, ab 1938 nannte sich diese Verwaltungseinheit Landkreis Worms. Der erste Ibersheimer Ratssaal war in der heutigen Hinterhofstraße 8. Das Haus wurde 1806 an der ehemaligen Ortsbefestigung errichtet.
Ibersheim beteiligte sich um 1828/1829 finanziell an der Eicher Strasse, einer Querverbindung zwischen der alten Straße Worms – Mainz und der Fährverbindung nach Gernsheim. Diese Provinzialstraße führt durch Eich und hat eine Länge von 3695 Klafter = ca. 9,24 km. Dort steht zur Erinnerung eine große Säule an der Abzweigung Osthofener Straße zu dem Alsheimer Weg.
Der wirtschaftliche Aufschwung der folgenden Jahre zeigt sich im Bau der Mennonitenkirche 1836 und den Landstraßen nach Rheindürkheim 1856 und nach Eich ab 1905.
Verschiedene Familien hatten, wegen der räumlichen Enge im befestigten Ortsbereich, noch zusätzlich zu ihrem bestehenden Gutshof einen weiteren vor dem Tor errichtet. Diese Ortserweiterung Mitte des 19. Jahrhunderts mit Dreiseithöfen gibt heute der Ortseinfahrt aus Worms bzw. Rheindürkheim ein stattliches Gepräge. Auch die bekannte Wormser Familie Heyl/von Heyl hatte hier zusätzlich zu ihrem Gutshof Im Fuchseck (Daniel Cornelius Heyl) noch einen weiteren in der Rheindürkheimer Straße (Cornelius Wilhelm von Heyl zu Herrnsheim) bauen lassen.

#### 20. Jahrhundert
Eingemeindung
Die Spar- und Darlehnskasse eGmbH wurde 1903 als Genossenschaft für Geld- und Warenverkehr gegründet. Nach der Verschmelzung der beiden Genossenschaften von Hamm am Rhein und Ibersheim 1970, kam 2009 deren Auflösung.

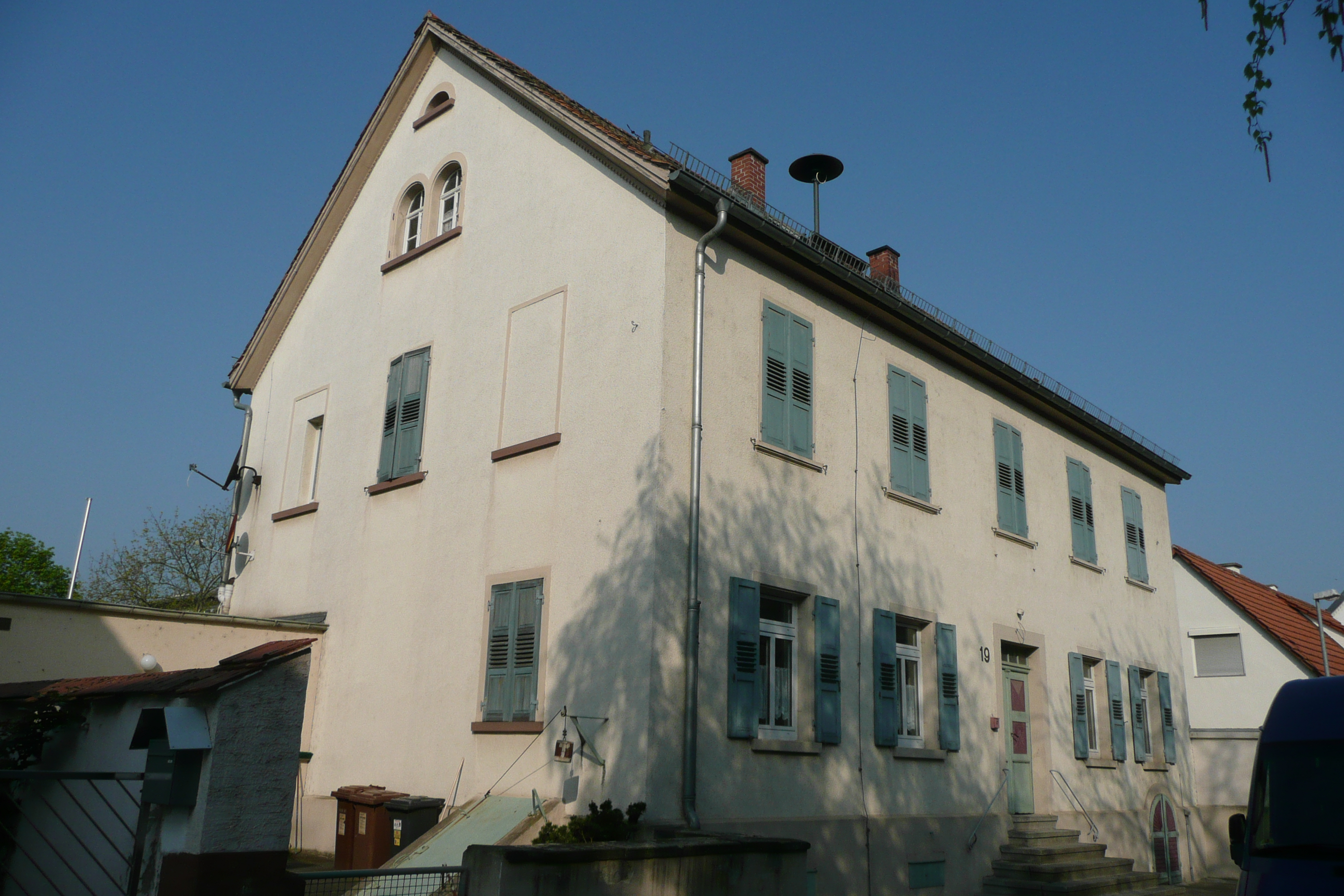
Ehem. Gasthaus Rheinischer Hof

Am 11. April 1907 verkaufte Johann Stauffer VI. an die bürgerliche Gemeinde:
- seine um 1848 erbaute Gaststätte Rheinischer Hof für eine Gemeindeschule mit Lehrerwohnung, heute Dorfgemeinschaftsraum, Menno-Simons-Straße 19, und
- seine Hofreite für ein Feuerwehrhaus mit Schlauchturm, heute Sitz der Ortsgemeindeverwaltung und Kindergarten in der Killenfeldstraße.[73] 25.

Damit wurden Liegenschaften für ein gut funktionierendes Gemeinwesen erworben.
Der technische Fortschritt war am 4. August 1908 am Himmel zu sehen, als erstmals ein Luftschiff (Zeppelin LZ 4) um 15 Uhr Ibersheim überquerte. Es war auf der Fernfahrt von Friedrichshafen nach Mainz unterwegs.
Um 1910 gab es folgende Vereine:
- Männergesangverein – 1902 gegründet, zur Pflege der Sangeslust
- Soldatenverein – zur Erhaltung und Pflege der Vaterlandsliebe
- Konsumverein – zur Hebung der land- und hauswirtschaftlichen Interessen

Ein Radfahrverein wurde später gegründet.
Adolf Trieb war von 1902 bis 1903 Lehrer in Ibersheim und hatte, „angeregt durch die interessanten Urkunden des Gemeindearchivs“, 1911 das bisher einzige Geschichtsbuch herausgegeben: „Ibersheim am Rhein. Geschichte des Ortes seit den frühesten Zeiten, mit besonderer Berücksichtigung der Mennonitengemeinde“. Er wurde dabei gefördert von Botschaftssekretär Erwin Freiherr v. Heyl zu Herrnsheim (Sohn des Cornelius Wilhelm von Heyl zu Herrnsheim) und von Stadtarchivar August Weckerling.
Seit 7. März 1936 existiert offiziell die Freiwillige Feuerwehr Ibersheim. Eine Pflichtfeuerwehr bestand bereits seit 1928 mit dem Kommandanten Ernst Forrer.
1938/39 wurde ein Reichsarbeitsdienstlager mit neun reichsgenormten Holzhäusern für mehr als 200 Personen errichtet. Das Lager unterstand der Abteilung 4 (im Heyl’schen Schlösschen). Es war die Gruppe 2/252 mit der Bezeichnung Dankwart. Lagerleiter ist Oberfeldmeister Georg Rosenstock von Rhöneck gewesen, der im Boxheimer Hof wohnte. Der spätere Schriftsteller Ludwig Harig wurde in das Ibersheimer RAD-Lager dienstverpflichtet. Er beschreibt in seinem Roman Weh dem, der aus der Reihe tanzt seine schrecklichen Erlebnisse zwischen Dezember 1944 bis Januar 1945 und wiederholte dies in seinem Beitrag Die Finger im Spiel. – Nach Kriegsende sind Ausgebombte aus Worms für einige Jahre hier eingewiesen worden. Nach dem Abräumen des Lagers entstand in den 1950er Jahren das Baugebiet um die Banatstraße für Flüchtlinge aus dieser Gegend.
Am 1. Mai 1939 errichtete die bürgerliche Gemeinde einen Kindergarten in den Räumen der Mennoniten-Kirchengemeinde im hinteren Teil der Kirche. Heute ist dies der älteste kommunale Kindergarten in Worms.
Am 21. März 1945 um 12 Uhr war der Zweite Weltkrieg für Ibersheim durch den Einmarsch der Amerikaner zu Ende. Diese richteten sich danach für die Überquerung des Rheins am 26. März durch einen Teil der 7. US-Armee unter General Alexander M. Patch, mit der 45. US-Infanterie Division und dem 179. US-Infanterie Regiment, auf Ibersheimer Gemarkung ein. Das US-Regiment 180 setzte bei Rheindürkheim über. Bereits am 22. März 1945, ab 22 Uhr, war die Rheinüberquerung bei Nierstein 1945. Dieser Krieg forderte von dem kleinen Ort Ibersheim 22 Gefallene oder Vermisste. Am 16. April 1945 kamen die beiden Kinder Erwin Küll (* 1934) und Werner Heusner (* 1936) durch Fundmunition auf dem Ibersheimer Wörth ums Leben.
Am 5. Juni 1945 übernahmen die Alliierten die oberste Regierungsgewalt. Am 10. Juli 1945 gingen die Amerikaner, und die Franzosen kamen und richteten die Französische Besatzungszone ein. Die wenigen Kraftfahrzeuge, zum Teil mit Holzvergaser, erhielten die Kennzeichnung FR (Französische Zone Rheinland). Ab dem 21. Juni 1948 war als neue Währung die Deutsche Mark gültig. Bis dahin war ein schwunghafter Tauschhandel, auch im Dunkeln mit den Rheinschiffern, üblich. Zwischen der französischen, amerikanischen und britischen Besatzungszone konnte man ab August 1948 ohne Passierschein verkehren.
Die Umgangssprache der Ibersheimer ist ein Rheinhessischer Dialekt. Nach dem Krieg konnten die Fahrgäste auf der Bahnstrecke Osthofen–Rheindürkheim–Guntersblum unterscheiden, aus welchen Wohnorten sie kommen, weil sie ortstypische Aussprachen oder Redewendungen gebrauchten. Die Zuzügler sprachen eher die geschriebene Sprache, was im Laufe der Zeit zu einer Abflachung des Dialekts führte. Gesellschaftlich unterschiedliche Strukturen sind in den örtlich verschiedenen Anreden erkennbar: Im großbäuerlich geprägten Ibersheim herrscht das distanzierende Sie vor, in den Nachbarorten das vertrauliche Du.
Rechtzeitig zur Fußball-Weltmeisterschaft 1954 stand im Gasthaus Ritscher das erste Fernsehgerät im Wormser Altrheingebiet. Es war ein SABA Schauinsland mit einem Schwarz-Weiß-Bild von nur 36 cm in der Diagonale. Den damaligen hohen Preis von 1100 DM konnte man sich nur bei gewerblicher Nutzung leisten. Zu den Vorrundenspielen und erst recht zum später gewonnenen Endspiel, das man das Wunder von Bern nannte, kamen auch Gäste mit ihren Fahrrädern aus den Nachbardörfern.
Am 17. Januar 1955 entging Ibersheim und die Umgebung knapp einer Katastrophe, als infolge des Jahrhunderthochwassers (Wasserstand Pegel Worms: 7,46 m) der Rheinhauptdeich zu brechen drohte. Bereits 1798 ist das Altloch und 1824 das Neuloch durch einen Dammbruch mit Ausspülung (Kolk) entstanden.
Im Februar 1956 wurde die kälteste Temperatur seit 1766 gemessen. Danach entstand auf dem Rhein Treibeis und von der Lorelei bis Mainz Packeis. Lastkähne und Motorschiffe mit Brennmaterial waren in verschiedenen Häfen eingefroren.
Am 10. Juni 1960 wurde ein Zweckverband für die Wasserversorgung der Gemeinden Eich, Hamm und Ibersheim gegründet. Danach wurde mit dem Bau eines gemeinsamen Wasserwerkes in Eich an der Ibersheimer Straße begonnen. Ab 1965 befasste man sich mit der Planung der Ortskanalisation.
Die Eingemeindung in das Stadtgebiet von Worms erfolgte am 7. Juni 1969 mit 686 Einwohnern und 972 ha. Der damals auf der hessischen Rheinseite geplante Nuklearpark machte den fünf Kilometer langen Ibersheimer Rheinstrand als möglichen Wirtschaftsstandort wertvoll und erleichterte die Eingemeindung. Der Vertragstext von Ibersheim lag als erster von den sechs neuen Gemeinden vor. Bei den Verwaltungsjuristen fand er Beachtung und Anerkennung. Die klare Rechtsbasis wurde gelobt. Man beabsichtigte, den Text sogar als Grundlage für andere Auseinandersetzungen dieser Art in Rheinland-Pfalz heranzuziehen. Als CDU-Kreisvorsitzender hat Johann Heinrich Schäfer II. bereits Mitte November 1968 elf Gemeinden Gespräche für einen Anschluss an die Stadt Worms zur Kreisreform empfohlen. Zuvor hatte er sich die Zustimmung bei dem damaligen CDU-Landesvorsitzenden Helmut Kohl eingeholt.
Auf der rechtsrheinischen Seite, ungefähr einen Kilometer von Ibersheim entfernt, wurde Anfang der 1970er Jahre eines der größten Kernkraftwerke Deutschlands errichtet. Dort entstand das Kernkraftwerk Biblis mit den Blöcken A und B, als Nuklearpark war zusätzlich C und D geplant gewesen.
Eine weitere Ortserweiterung entstand ab den 1970er Jahren um die Bertha-Karrillon-Straße und dem Eicher Pfad, nach dem Flächennutzungsplan Worms-Nord und dem Bebauungsplan IB 2 von Gerhard Ritscher.

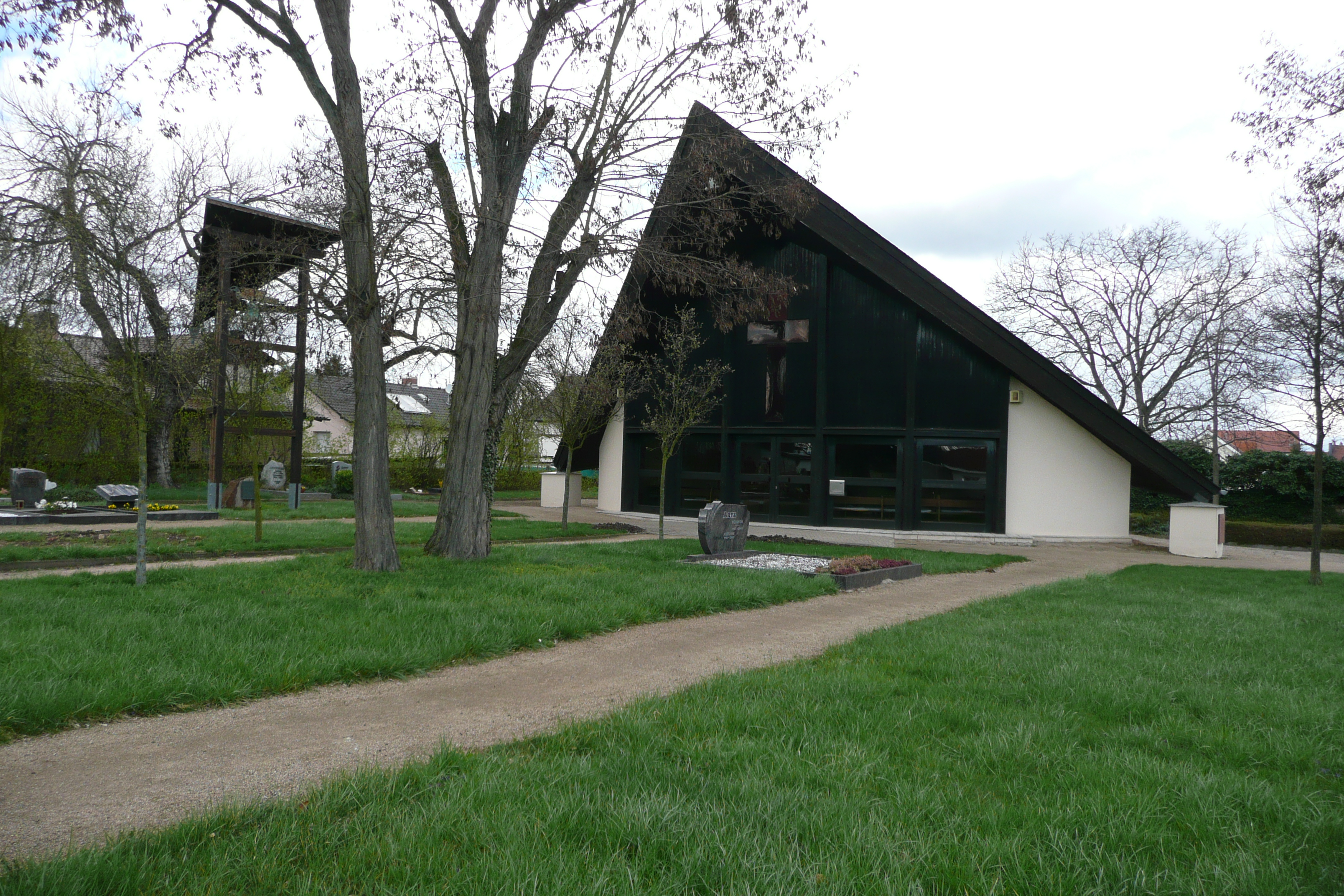
Friedhofshalle mit Glockenturm

Die neue Trauerhalle, erbaut von 1973 bis 1975, ist eine großzügige Gemeinschaftsleistung von vielen Ibersheimern: Der Entwurf stammt von Architekt Heinrich Schönmehl. Fritz Kehr übernahm die künstlerische Ausgestaltung mit einem Totentanz-Gemälde. Kehr hatte vorher das Gelände erforscht, und auf einer Tafel konnte festgehalten werden: Hier stand bis 1690 eine Wehrkirche auf römischen Grundmauern.
In den 1970er bis 1990er Jahren wurden viele Ortswettbewerbe gewonnen: Unser Dorf soll schöner werden!, Unser Vorort soll schöner werden! Initiator auch für diese Verschönerungswettbewerbe war wieder der Ibersheimer Heimatforscher Fritz Kehr. Ein Wandgemälde an der Außenfassade des Beschließerhauses zeigte den Zustand am Eicher Tor. Der damalige Eigentümer hat dies jedoch nach einiger Zeit überstrichen.
Heute liegt Worms-Ibersheim im Norden der Metropolregion Rhein-Neckar.

#### 21. Jahrhundert

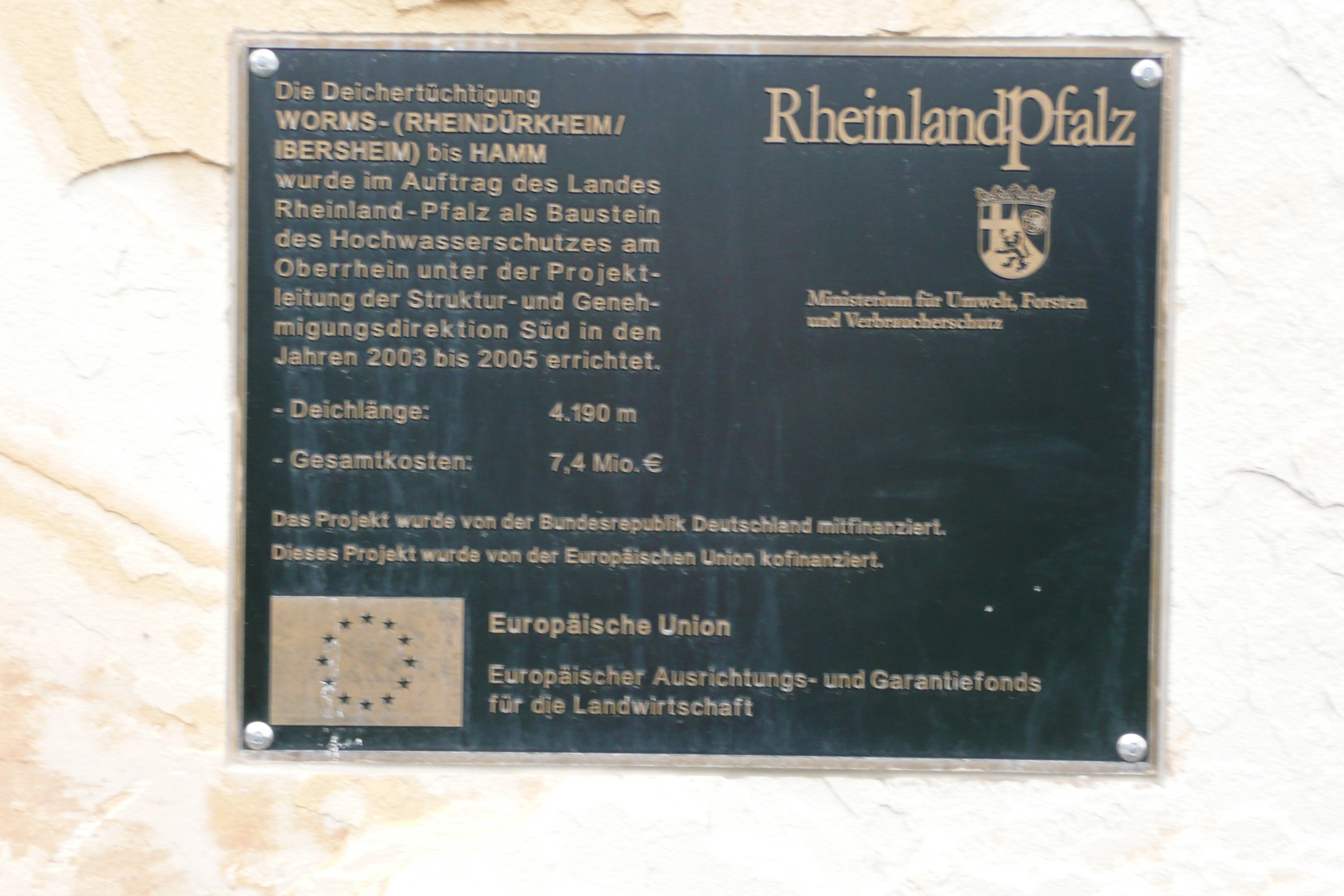
Hochwasserschutz mit neuem Rheinhauptdeich

Von 2003 bis 2005 wurde der Rheinhauptdeich als Hochwasserschutzmaßnahme zwischen Rheindürkheim und Hamm auf einer Länge von 4,19 km erhöht, verbreitet und teilweise verlegt. Der neue landseitige Bermenweg (zur Deichverteidigung) wird seitdem als Radwanderweg über den Rheinradweg stark genutzt. Ein markanter Stein mit einer Tafel weist auf die 7,4 Millionen € teure Investition zum Schutze der Bevölkerung hin.
Als wichtige Infrastrukturmaßnahme in der modernen Informationsgesellschaft und im ländlichen Raum, erhält Ibersheim am 10. September 2010 einen schnellen Internetzugang mit breitbandigen DSL-Anschlüssen.
Nach der Nuklearkatastrophe von Fukushima sah sich die deutsche Regierung genötigt, die sieben ältesten Kernkraftwerke in Deutschland am 15. März 2011 abschalten zu lassen. Darunter befindet sich das Kernkraftwerk Biblis, mit den Blöcken A und B, auf der anderen Rheinseite von Ibersheim, im Abstand von ungefähr einem Kilometer. Bis zu diesem Zeitpunkt musste die Bevölkerung 30 Jahre lang hoffen und bangen, dass die riskante Atomanlage sicher bleibt.

## Bevölkerung

### Einwohnerentwicklung
| Jahr | Einwohner |
| ---- | --------- |
| 1861 | 365       |
| 1907 | 289       |
| 1933 | 277       |
| 1939 | 519       |
| 1968 | 504       |
| 2014 | 676       |
| 2018 | 714       |

### Religionen
Verschiedene christliche Glaubensrichtungen beeinflussten das dörfliche kulturelle Leben im Laufe der Jahrhunderte:
- Seit dem 8. Jahrhundert gab es eine (katholische) Kirchengemeinde unter den Herrschaften von Kloster Lorsch, der Stiftskirche St. Paul in Worms, dem Deutschen Orden, den Grafen von Leiningen, den Grafen von Sickingen und der Kurpfalz. 829 schenkte Gerhelm, der Geistliche, als letzter dem Kloster Lorsch, alles was ich hier (in Ibersheim) besessen habe.
- Ab 1556 mussten die Untertanen die Religion ihres Landesfürsten annehmen, die evangelisch-lutherische Religion von Kurfürst Ottheinrich. Danach gab es verschiedene Konfessionswechsel in der Kurpfalz[87]
- Ab etwa 1650 waren hier Reformierte aus dem Gelderland, Glaubensflüchtlinge aus dem Erzherzogtum Innsbruck, dem Königreich Böhmen, der Freigrafschaft von Waldeck sowie kurmainzischen und gräflich hanauischen Herrschaften.[88]
- 1661 im Frühjahr wanderten Schweizer Wirtschafts- und Glaubensflüchtlinge, in einer großen Einwanderungswelle aus der Zürcher Gegend ein und wurden von dem Kurfürsten angesiedelt.[89]
- 1671 trafen in einer Massenauswanderung Mennoniten aus der Berner Gegend ein. Von den weltweit verteilten Mennoniten haben ungefähr 10 % ihren Ursprung aus dieser Gegend.
- 1671 wird eine Reformierte Kirche genannt mit einer Reformierten Gemeinde aus 50 Gliedern.[90]
- Im Oktober 1693 zogen zwölf mennonitische Familien darunter drei Erbbeständer, in das Exil nach Friedrichstadt (Schleswig-Holstein), wo eine Täufer-Niederlassung bestand. Erst Ende des Pfälzischen Erbfolgekrieges im April 1698 kamen sie wieder zurück nach Ibersheim.[91][92][93][94]
- Seit etwa 1900 ist der überwiegende Bevölkerungsanteil evangelischen Glaubens.[95]

| Jahr | Evangelisch | Katholisch | Mennonitisch | Jüdisch | Freiprotest. | gesamt |
| ---- | ----------- | ---------- | ------------ | ------- | ------------ | ------ |
| 1816 | 108         | 33         | 211          | 0       | 0            | 352    |
| 1824 | 116         | 32         | 208          | 0       | 0            | 356    |
| 1834 | 92          | 57         | 206          | 60      | 0            | 415    |
| 1900 | 134         | 25         | 102          | 0       | 2            | 263    |
| 1910 | 164         | 13         | 78           | 0       | 3            | 258    |

Die 1834 genannten Juden waren Wandermaurer die besonders in der Rheindürkheimer Straße verschiedene Gehöfte errichteten.
Von 1933 auf 1939 erhöhte sich die Einwohnerzahl von 277 auf 519 durch die Arbeitsmänner im Lager des Reichsarbeitsdienstes (RAD-Lager).

### Kirchengemeinden
- Die Katholiken hatten bereits seit 1270 eine eigene Kirche mit einem Pfarrer (Pfarrkirche). Heute werden die wenigen Gläubigen von der Eicher Gemeinde betreut. Für Gottesdienste steht eine Kirche in Hamm zur Verfügung.
- Die seit 1661 bestehende Ibersheimer Mennoniten-Gemeinde[96] gehört zur Arbeitsgemeinschaft Südwestdeutscher Mennonitengemeinden (ASM), Mitglied der Arbeitsgemeinschaft Mennonitischer Gemeinden in Deutschland. Zu dieser Gemeinde gehörten 1936 auch Gemeindeglieder aus Darmstadt, Frankfurt, Mainz und Wiesbaden.[97] Durch die verschiedenen Wanderungsbewegungen ist sie national und international mit anderen Gemeinden vernetzt.[98]
- Die Ibersheimer evangelische Kirchengemeinde ist mit Hamm seit 1857 pfarramtlich verbunden. Die Gottesdienste finden regelmäßig in Hamm statt, in Ibersheim ca. einmal im Monat.[99]

### Sakralbauten
Folgende religiöse Bauwerke sind aus der langen Ortsgeschichte bekannt:
- Kirche St. Dionysius auf dem Friedhof: 1252 erstmals erwähnt; Das Kirchenpatronat hatte St. Paul zu Worms. Nach dem Verfall wurden 1736 die Fundamentreste für den Bau der katholischen Kirche in Eich verwendet.
- Kapelle St. Elisabeth im Schloss: 1496 im Wormser Synodale erwähnt; In der katholischen Kirche in Eich sind die beiden Ibersheimer Schutzpatronen auf dem Hochaltar (1911) verewigt.
- Reformierte Kirche: 1671 erstmals erwähnt für 50 Gemeindeglieder
- Mennonitenkirche Ibersheim: 1836 errichtet für die seit 1661 bestehende Gemeinde; heute eine der bekanntesten Mennonitenkirchen Deutschlands

## Politik

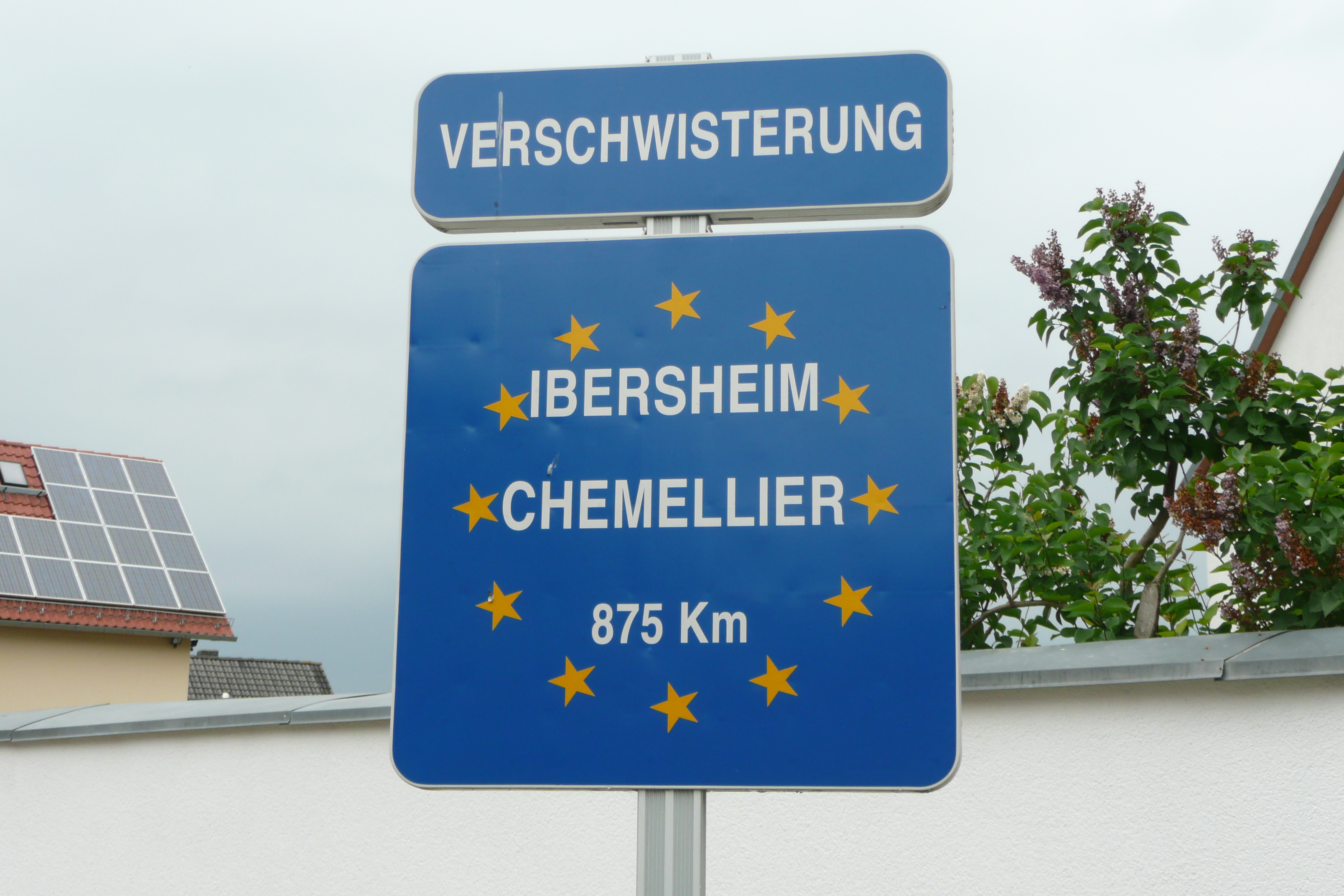
Deutsch-französische Freundschaft

### Ortsbezirk
Seit der rheinland-pfälzischen Kommunalreform von 1969 gehört die ehemals selbständige Gemeinde Ibersheim zur Stadt Worms. Sie ist damit der nördlichste und nach Einwohnern mit Abstand kleinste Vorort geworden. 1986 waren dort 542 Einwohner und 2005 692 oder 0,8 % der gesamten Einwohnerzahl der Stadt Worms gemeldet.
Ibersheim liegt im äußersten Norden der 2005 gegründeten europäischen Metropolregion Rhein-Neckar.
Freundschaftliche Beziehungen gibt es auf kommunaler Ebene seit 1986 zu dem französischen Ort Chemellier, südlich von Angers, in der Nähe der Loire. 2006 ist die Verschwisterung vertraglich geregelt worden.
Für den Stadtteil Worms-Ibersheim wurde ein Ortsbezirk gebildet. Dem Ortsbeirat gehören neun Beiratsmitglieder an, den Vorsitz im Ortsbeirat führt der direkt gewählte Ortsvorsteher.
Zum Ortsbeirat siehe die Ergebnisse der Kommunalwahlen in Worms.
Spätestens seit Anfang 2025 gibt es in Ibersheim Überlegungen sich von der Stadt Worms zu trennen und lieber eine Ortsgemeinde der Verbandsgemeinde Eich zu werden.

### Ortsvorstände
| Amtszeit  | Name                        | Partei    |
| --------- | --------------------------- | --------- |
| 1822–1837 | Johann Forrer               |           |
| 1837–?    | Rudolf Forrer               |           |
| ?–1849    | Rudolf Forrer III.          |           |
| 1850–1853 | Rudolf Laisé                |           |
| 1854–1863 | Abraham Hiestand            |           |
| 1864–1886 | Abraham Stauffer            |           |
| 1886–1905 | Rudolf Heinrich Forrer      |           |
| 1905–1925 | Heinrich Jakob Forrer       |           |
| 1925–?    | Jakob Rudolf Forrer         |           |
| 1933–?    | Johann Heinrich Schäfer II. | NSDAP     |
| 0?–1945   | Heinrich Käge               | NSDAP     |
| 1946–1949 | Johann Heinrich Schäfer I.  | parteilos |
| 1949–1954 | Rudolf Knies                | SPD       |
| 1954–1969 | Otto Feldmann               | parteilos |

| Amtszeit  | Name                   | Partei    |
| --------- | ---------------------- | --------- |
| 1969–1974 | Karl Maier             | SPD       |
| 1974–1989 | Rudolf Forrer          | FWG       |
| 1989–1990 | Richard Brehm          | SPD       |
| 1990–1997 | Richard Sobottka       | SPD       |
| 1997–2014 | Karin Sobottka         | parteilos |
| 2014–2019 | Margit Zobetz          | SPD       |
| ab 2019   | Daniel Johannes Belzer | CDU       |

Bei der Kommunalwahl am 26. Mai 2019 setzte sich Daniel Johannes Belzer mit einem Stimmenanteil von 76,4 % durch und löste die bisherige Ortsvorsteherin ab. Bei der Kommunalwahl am 9. Juni 2024 wurde er als einziger Bewerber mit einem Stimmenanteil von 79,2 % für weitere fünf Jahre im Amt bestätigt.

## Kultur und Sehenswürdigkeiten

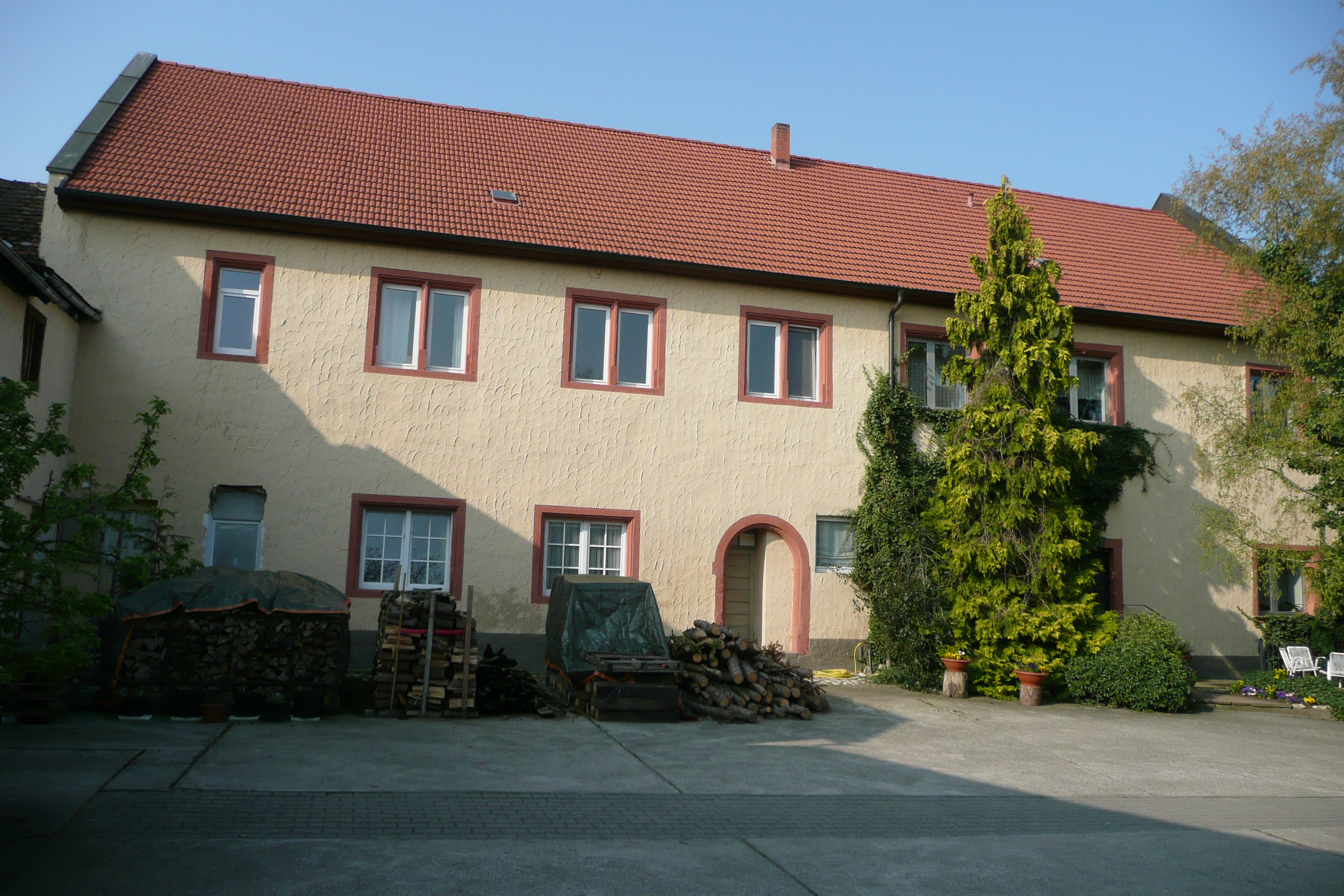
Schloss vom Schlosshof aus gesehen

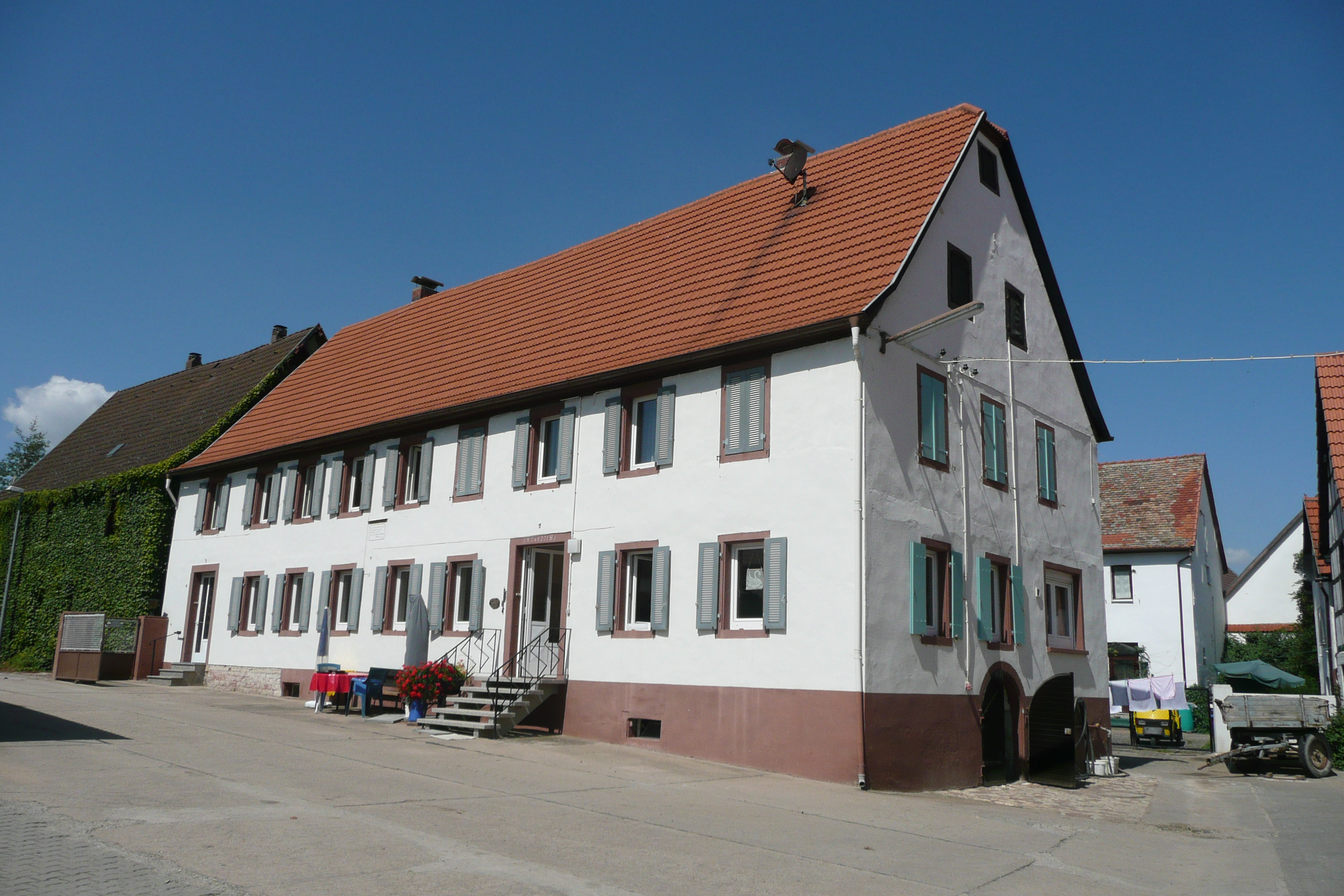
Ältester Bauernhof von 1717

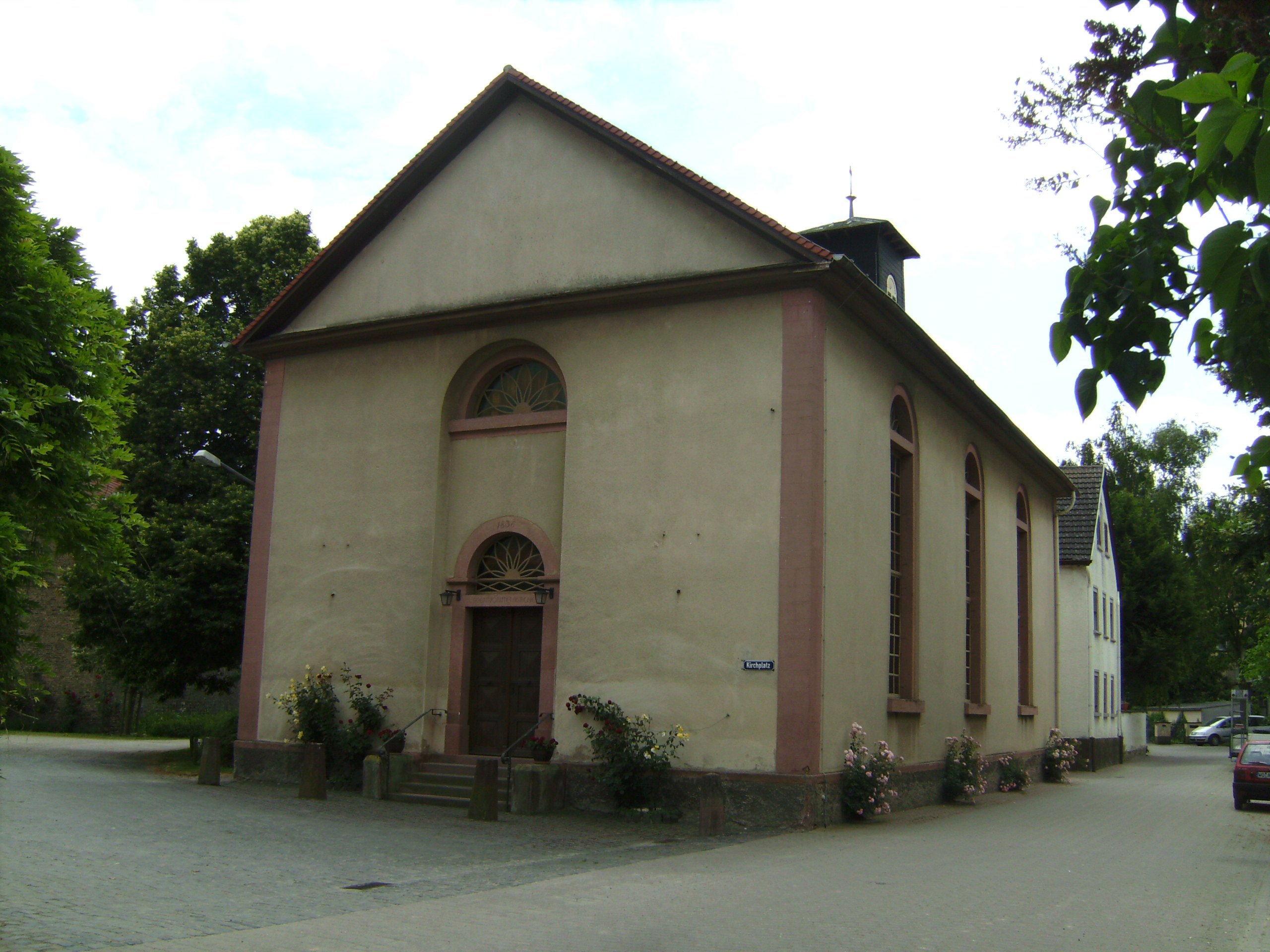
Mennonitenkirche von 1836

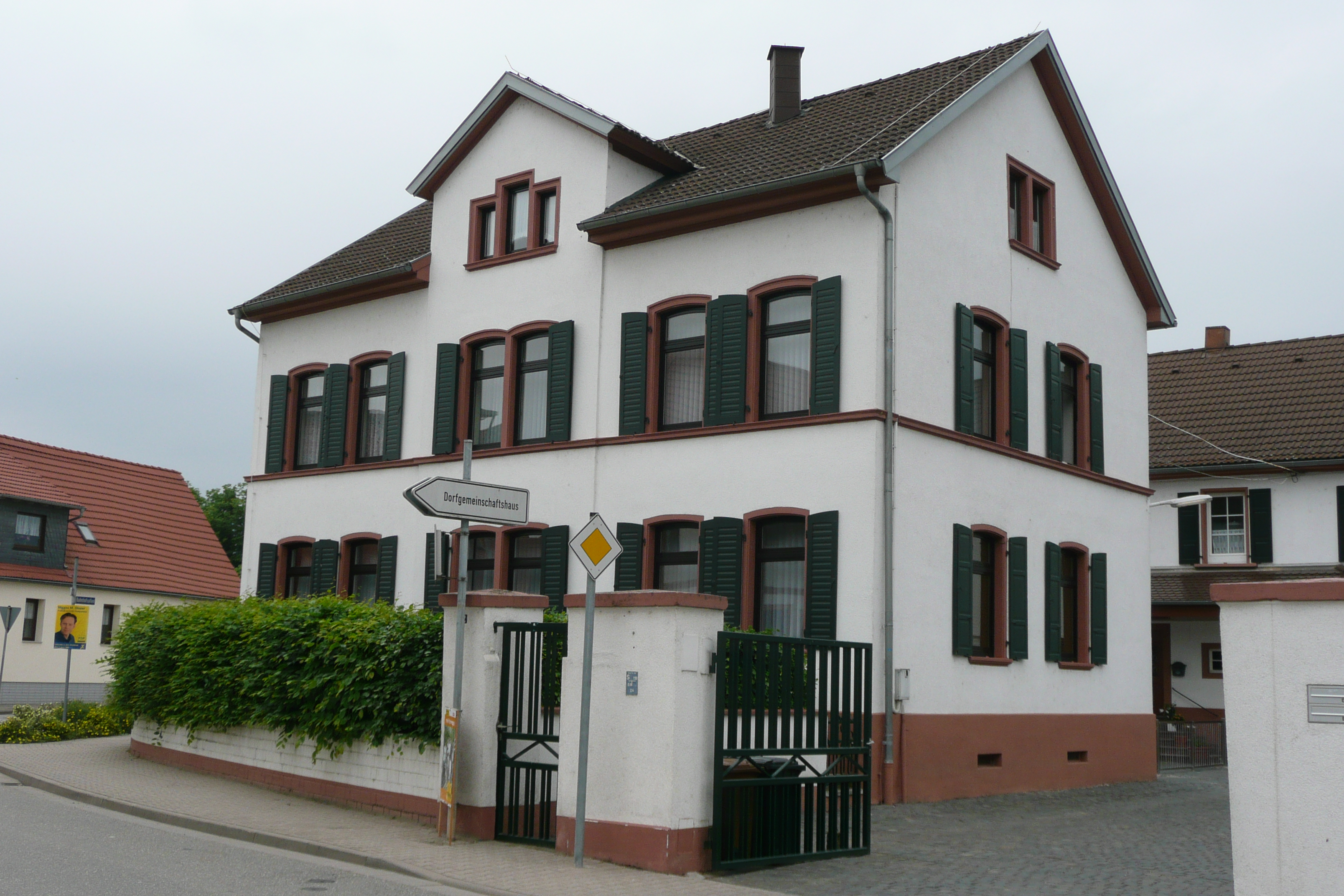
Geburtshaus von Bertha Laisé

### Bauwerke
Unter Denkmalschutz stehen folgende Gebäude:
- Mennonitenkirche (Kirchplatz 1): erbaut 1836, damals einzige Mennonitenkirche in Deutschland mit Glockenturm
- Heimatmuseum „Ammeheisje“ (Armen-/Ammenhäuschen (Hebamme)) (Killenfeldstraße 6), Fachwerkhaus von 1788, mit Geldschisser und Deichschließe
- Schafscheuern: um 1800, fünf Scheunen, davon eine im Jahr 1992 zum Feuerwehrhaus ausgebaut

In der Denkmalzone mit Ensembleschutz liegt der gesamte historische befestigte Ortskern und die unmittelbar daran anschließenden Straßen.
- Schloss (kurpfälzisches Amtshaus) (Schlosshof/Menno-Simons-Straße 10): Bauerlaubnis des St. Paulstifts zu Worms von 1417 an Ludwig III. (Pfalz), Um- und Ausbau 1469, 1481 und nach 1550, Verwaltung des Hauptfronhofes, dort vermutlich Großbäckerei für napoleonische Truppen, Schloss Ibersheim heute das älteste der Schlösser in Worms
- ehemaliges Brückentor zum Schloss mit Wach- und Signalturm mit Schießscharten (Menno-Simons-Straße 12): 1771 von Daniel und Heinrich Stauffer renoviert
- Markantes Eckhaus im Südosten der Ortsbefestigung (Hinterhofstr. 10), daneben kleines Tor in der Ortsbefestigung und Ruhebank für den Nachtwächter:
  - 1661 erste Unterkunft für Schweizer Siedler aus dem Zürcher Gebiet[106],
  - „1713 JB“ Hausinschrift des Erbauers Hans Georg (Hans Jörgli) Bachmann (* 2. Mai 1686 Richterswil, Schweiz[107]; † 19. November 1753 Coopersburg, Upper Saucon, Pennsylvania); ⚭ 1715 Ibersheim mit Anna Maria Schnebeli (* 12. April 1698 Ibersheim; † 4. November 1775 Coopersburg), Sekretär von William Penn[108]
- Am ehemaligen nördlichen Ortstor (horizontales Gattertor) mit Pförtnerhaus[109] (Im Fuchseck 2) ist heute noch ein Begrenzungsstein in rotem Sandstein erhalten. Dem gegenüber liegt der stattliche Boxheimer Hof.
- Drei Scheunen wurden 1716 als Ortsbefestigung errichtet von Hans Jacob Forrer, Peter Opmann und Henrich Naef. – Eine dieser drei kulturhistorisch wertvollen 300-jährigen Scheunen ist an der markanten Nordostecke der ehemaligen Ortsbefestigung nach 2000 für gewerbliche Zwecke aus- und umgebaut worden. Bei dieser Maßnahme wurden 17 Dachfenster, in zwei verschiedenen Größen, auf beiden Dachflächen nicht stilgerecht eingebaut und die Außenwände weiß gestrichen. Aus kulturellem Unverständnis des Eigentümers und fachlicher Beratung der Unteren Denkmalschutzbehörde ist Kultur-Frevel entstanden, der als Kulturschande erhalten bleiben könnte.[110][111]
- Den heute ältesten Bauernhof (Im Fuchseck 3) erbaute Peter Opmann: die Scheune 1716 und das Wohngebäude 1717. Dort war, bis zur Fertigstellung der Mennoniten-Kirche 1836, der Versammlungsraum der Mennoniten. Die alte Schmiede, die üblicherweise verpachtet wurde, blieb bis in die 1950er Jahre dort erhalten. – Die verschiedenen Eigentümer fühlen sich dem kulturellen Erbe seit 300 Jahren stets verpflichtet und bewahren den ehemaligen kulturellen Ortsmittelpunkt mit hohem eigenen Aufwand.
- Dorfbefestigung mit Scheunen- und Häuserring: ehemals mit zwei Toren (zu den Nachbarorten und zum Rhein), zwei Durchgängen (zu den Schafscheuern und zum Friedhof) und einer Pforte (zum Krautland).
- Häuser und Hofanlagen im alten Ortskern (Denkmalzone): um 1800
- ehemalige Brennerei (Menno-Simons-Str. 8): (eine von 27 um 1850), erbaut 1811 von Abraham Forrer und Elisabeth Bergtold
- Dreiseithöfe an der Wormser /Rheindürkheimer Straße: um 1830–1850 erbaut
- Gasthaus „Rheinischer Hof“ (Menno-Simons-Str. 19), um 1848 erbaut, Die dazugehörige Kegelbahn war links von der Dammauffahrt, parallel zum Damm, gewesen. 1907 verkaufte Johann Stauffer VI. seinen Besitz an die Gemeinde, die dort die Schule unterbrachte.
- Gasthaus „Zum Karpfen“ (Hammer Str. 7), um 1929 von Philipp Ritscher und Magdalene, geb. Früauff, mit Einrichtung der Germania-Brauerei Wiesbaden, errichtet. Teile des Mobiliars sind heute im Technoseum Mannheim, in der dortigen Arbeiterkneipe, zu sehen.
- Kreuzgewölbestall, (Menno-Simons-Str. 9)
- Geburtshaus von Bertha Laisé (Hammer Straße 2), verheiratet mit Adam Karrillon
- Gemeinde-/Ortsverwaltung, Kindergarten, Übungsraum des Sportclubs: mit Ortswappen von Fritz Kehr, erbaut 1958/59 nach Plänen von Heinrich Schönmehl.
- Friedhofshalle mit Totentanz-Gemälde von Fritz Kehr, erbaut 1973–1975 nach Plänen von Heinrich Schönmehl; Glockenturm 1999 erstellt.

### Sport
Der 1953 gegründete Sportclub Ibersheim (SCI) bietet ein vielfältiges Angebot mit Tischtennis, Fußball, Gymnastik, Ju-Jutsu, Radfahren und Singen. Tischtennis wird vorrangig betrieben, weil in den ersten Jahrzehnten kein Bolzplatz, für Sport in der freien Natur, zur Verfügung stand. Nach wenigen Jahren errang 1961/62 den Rheinhessen-Pokal mit der Herrenmannschaft. – Der Verein ist Träger kultureller Veranstaltungen.

### Organisationen
- Spar- und Darlehnskasse eGmbH, gegründet 1903; Teilung der Geschäftsfelder und Verschmelzung mit den Genossenschaften in Hamm 1970; danach Zweigniederlassung der Volksbank Worms-Wonnegau, Osthofen und Raiffeisen-Warengenossenschaft Hamm/Worms-Ibersheim e.G.
- Pflichtfeuerwehr ab 1928, Freiwillige Feuerwehr ab 1936, heute mit Jugendfeuerwehr
- SPD-Ortsgruppe, gegründet 1946
- Arbeiterwohlfahrt, Ortsgruppe gegründet 1979, mit Jugendwerk der Arbeiterwohlfahrt
- Heimatverein e. V., gegründet 1989
- CDU-Ortsgruppe Rheindürkheim und Ibersheim
- Bauernverein, im Kreis Alzey-Worms, Bezirk Rheinhessen, Bauern- und Winzerverband Rheinland-Pfalz Süd e. V., Deutscher Bauernverband
- Wasser- und Bodenverband
- Jagdgenossenschaft, im Hegering Altrhein, Kreisgruppe Alzey-Worms, Landesjagdverband Rheinland-Pfalz

### Veranstaltungen
Kirchweih ist an Maria Himmelfahrt (15. August) oder am darauf folgenden Wochenende. Das kirchliche Fest (in katholischen Ländern und Gegenden gesetzlich) hat als Iwerschemer Kerb überwiegend weltliche Prägung. Seit der Eingemeindung wird auf die Nachkerb verzichtet, weil an diesem Wochenende das große Wormser Backfischfest beginnt. Mit der Kerb ist hier die Getreideernte abgeschlossen und der Hochsommer vorbei.
Bis zum Zweiten Weltkrieg ist der dritte Weihnachtsfeiertag (27. Dezember) Gesindetermin gewesen. In der Landwirtschaft war dies der Tag für Personalwechsel. In dieser Zeit stellten die örtlichen Handwerker den Hofbesitzern auch ihre Jahresrechnung.
Die traditionellen Bindungen zwischen Ibersheim und Hamm werden von älteren Bewohnern gepflegt. Einmal im Jahr treffen sich die verschiedenen Jahrgänge abwechselnd in einem privaten Garten und zu Beerdigungen.
- 1992 wurde zur „1225-Jahr-Feier“ die Ortsfahne gestaltet und genehmigt.
- 2010 fand die Ausstellung „Das mittelalterliche Ibersheim“ des Ibersheimer Heimatforschers Edmund Ritscher zum Kirchweihfest statt.
- 2017 war ein Jahrhundertereignis mit Dreifachjubiläum: 1250 Jahre erste Schenkungsurkunde, 600 Jahre Schloss Ibersheim, 300 Jahre Hof Schäfer.

## Wirtschaft und Infrastruktur
Die Bevölkerung hat überwiegend Eigenheime und pendelt zur Arbeit in die nahen Städte.
Die ländliche Genossenschaftsbank „Spar- und Darlehnskasse Ibersheim eGmbH“ sorgte, seit ihrer Gründung am 19. Januar 1903 bis zur Verschmelzung 1970 mit der Genossenschaft in Hamm, für den Geld- und Warenverkehr. Um 1963 wurde ein gemeinsames Lagerhaus in der Deutschherrenstraße in Ibersheim errichtet. Seit 2010 wird die Ibersheimer Immobilie nicht mehr genutzt.
Die Sparkasse Worms bediente ihre Kunden zu bestimmten Zeiten in einem Bus, einer fahrbaren Zweigstelle, die ebenfalls eingestellt wurde. 1994 ist auch die Poststelle in Ibersheim geschlossen worden.
Für den täglichen Bedarf sorgt heute Bäckerei Münk aus Eich mit einer Filiale in Ibersheim. Weiterhin gibt es noch ein Fachgeschäft für Raumausstattung.
Ibersheim hat eine Kindertagesstätte, einen Dorfgemeinschaftsraum für Gruppen und eine Dorfgemeinschaftshalle für vielfältigen Sport und für kulturelle Veranstaltungen.
Seit September 2010 besitzt Ibersheim einen schnellen DSL-Anschluss. Die Deutsche Telekom garantiert eine Bandbreite von mindestens 6 Mbit/s, bis zu 250 Mbit/s sind möglich. Hierzu wurden in ein vorhandenes Leerrohr zwischen Ibersheim, Hamm am Rhein und Eich (Ortsvermittlungsstelle) ein Glasfaserkabel verlegt und zwei Outdoor-DSLAMs errichtet. Ibersheim ging als erster unterversorgte Stadtteil von Worms, noch vor Abenheim, Rheindürkheim und Heppenheim, ans schnelle Datennetz.

### Landwirtschaft und Weinbau

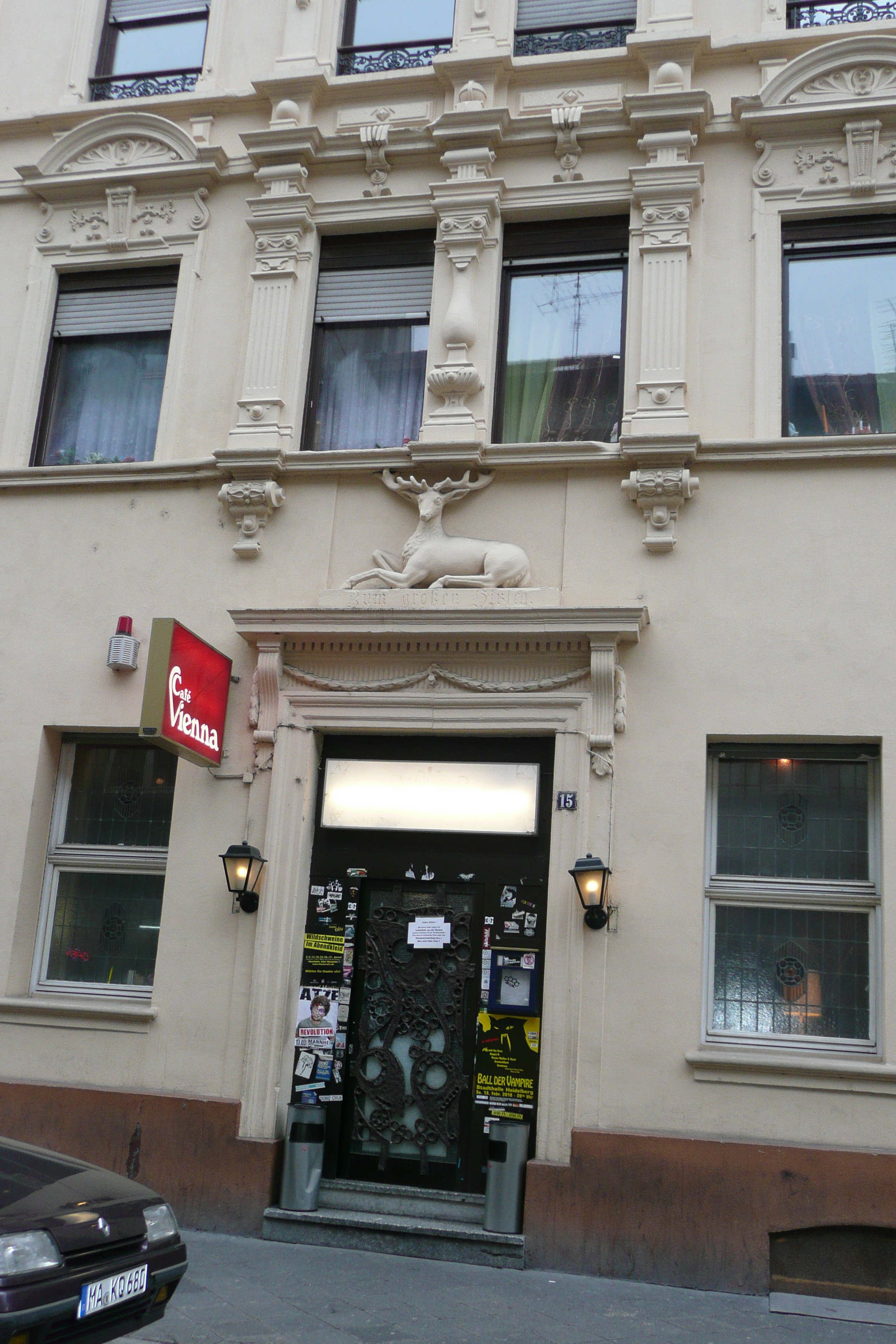
Ibersheimer Schnapskunde in Mannheim

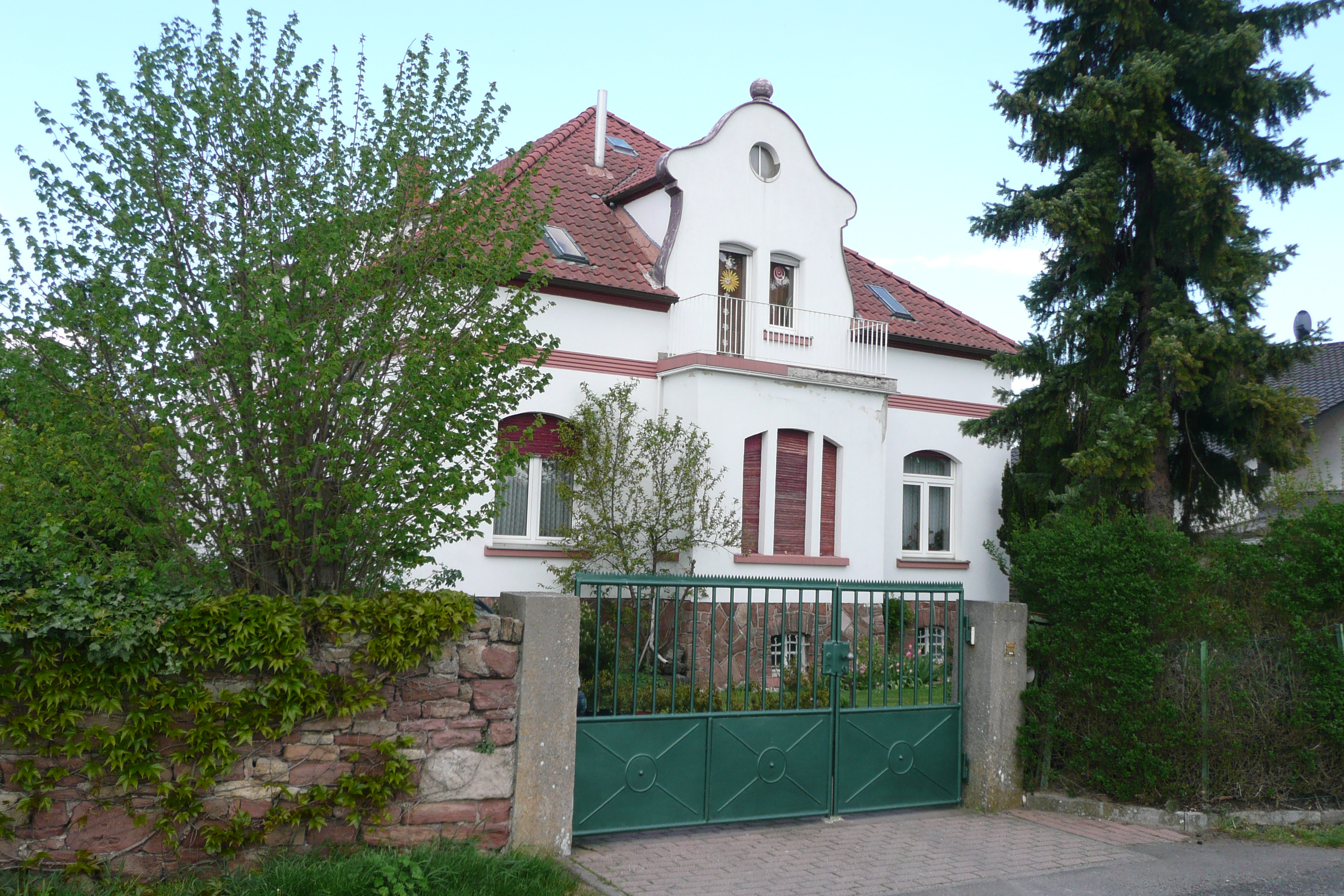
Villa des Edelobstzüchters Otto Dahlem

In Ibersheim wurde, wie allgemein im Weinland Rheinhessen, 1200 Jahre lang Weinbau betrieben. Der Weinbedarf war im Mittelalter hoch. Wein ist haltbar und wird als Genussmittel und in der Liturgie verwendet, damals auch als Arznei. Nach den Schenkungsurkunden wurden 27 Weinberge dem Kloster Lorsch zwischen 767 und 829 geschenkt. An Land waren es insgesamt 58 Morgen. Im 13. Jahrhundert hatte Ibersheim eine wichtige Funktion für den Deutschen Orden in Koblenz als Zulieferer von Wein und Weinfässern. Die Weinbaustatistik von 1910 nennt 17 ha Weinanbaufläche mit 800 hl Ertrag, davon 90 % Ruländer, Rest Portugieser. 1925 waren es 2,5 ha und 1939 nur noch 0,5 ha. Die letzten Rebflächen hatte Johann Heinrich Schäfer 1943 im Killenfeld (2154 + 2232 m²) und zwischen der heutigen Deutschherrnstraße (Lagerhaus) und Am Rohrweiher bis ca. 1962.
Die Ibersheimer Landwirtschaft ist seit dem Ende des 17. Jahrhunderts mennonitisch geprägt und gilt seit dieser Zeit als musterhaft. Die Gründe hierfür sind:
- eine Vorweggenommene Erbfolge auf den ältesten Sohn (Anerbenrecht). Dies hatte den Vorteil, dass die Betriebsgröße stets erhalten blieb und infolgedessen unternehmerisch bewirtschaftet werden konnte. Die Geschwister wurden meist ausbezahlt oder erhielten ein Studium finanziert. Diese Regelung ist bei den Schweizer Vorfahren, in Norddeutschland und dem Hoch- und Industrieadel üblich. Im Gegensatz hierzu gilt allgemein die Realteilung, mit einer gerechten Aufteilung der landwirtschaftlichen Fläche auf die Anzahl der erbenden Kinder.
- die Umsetzung der Forschungsergebnisse, die in der Schweizer Urheimat im 18. Jahrhundert entstanden sind. Vertreter für eine rationelle Bodenbewirtschaftung war Johann Rudolf Tschiffeli in der Ökonomischen und Gemeinnützigen Gesellschaft des Kantons Bern OGG und in der Helvetischen Gesellschaft.

In der napoleonischen Zeit war der Rhein eine Grenze für Absatzmärkte (Kontinentalsperre). Deshalb wurden Kartoffeln und in manchen Jahren Zwetschen zu Schnaps veredelt. Um 1850 betrug die Jahresproduktion aus 27 Brennereien bis zu 1500 Ohm = 240.000 Liter. Damit war Ibersheim in Hessen einer der größten Produktionsstandorte. – Die Spezialität Mannheimer Wasser hatte als Grundlage Ibersheimer Kartoffelschnaps. Im heute noch bestehenden Gasthaus Zum großen Hirsch in Mannheim wurde er zu Anisschnaps verfeinert und ausgeschenkt.
1856 kauften drei größere Grundbesitzer Zuchtvieh in der Schweiz ein. Danach erzielten sie hier auf landwirtschaftlichen Ausstellungen zahlreiche Preise. Auf dem Gelände zwischen dem großen Damm und dem Rhein wurde von 1850 und 1950 auf 700 Morgen ehemaligem Schlickboden Obstbau betrieben. Die Äpfel-Hochstämme standen teilweise auf Pflanzhügeln, Käs genannt.
Otto Dahlem unterhielt um 1900 eine musterhafte Spalierobstanlage mit 2200 Bäumen, die bewässert werden konnte. Er war Hoflieferant für Äpfel an den Großherzoglichen Hof des Großherzogs Ernst Ludwig in Darmstadt. Seine Erzeugnisse zeigte er zwischen 1902 und 1907 auf internationalen Gartenbau-Ausstellungen (mit einer Fotografie seiner modernen Obstbaumanlage). Er züchtete den Ibersheimer Prinzenapfel.
Bereits im August 1949 konnte einer von drei Mähdreschern in Rheinland-Pfalz von Fritz Kehr in Ibersheim erworben werden. In der ersten Zeit wurde diese landwirtschaftliche Maschine auf den Getreidefeldern als Sensation bestaunt.
In der Landwirtschaft gab es um 1990 noch 10 Vollerwerbsbetriebe mit zum Teil sehr großen Anbauflächen bis zu 80 ha. Ein Drittel liegt im Überflutungsbereich. Es werden hauptsächlich Getreide, Zuckerrüben und Kartoffeln angebaut. Gemüsespargelanbau gibt es seit wenigen Jahren. Die Viehwirtschaft ist aufgegeben worden. Deshalb brauchte man nicht mehr die ehemalige verpachtete Gemeindeschmiede, auf dem heutigen Hof Schäfer, und die Rossschwemme („Geilsweiher“) zur Pferdewäsche an der Dammabfahrt zum Rhein hin.
Vier Großbetriebe schlossen sich 2004 zur Betriebsgemeinschaft Ibersheimer Höfe zusammen, um sich dem europäischen Markt noch wirkungsvoller stellen zu können. Dies ist die erste Kooperation dieser Art in Rheinhessen gewesen. Parallel dazu wurde ein Agrarservice gegründet. Überwiegend werden Zwiebeln, Zuckerrüben, Kartoffeln und Getreide angebaut und vermarktet.

### Gewerbe
In der Zeit zwischen 1850 und 1900 gab es auf dem Ibersheimer Wörth Backsteinbrennereien, die für die damalige rege Bautätigkeit günstig Material liefern konnten. Von Heinrich Volz ist heute noch ein Weiher vorhanden, der durch Ausbaggern entstanden ist (Volze Loch). Eine verfallene Wohnhütte, die Blaue Hütte (Bloo Hütt) wurde von dem Eigentümer wieder schön hergerichtet.

### Verkehr

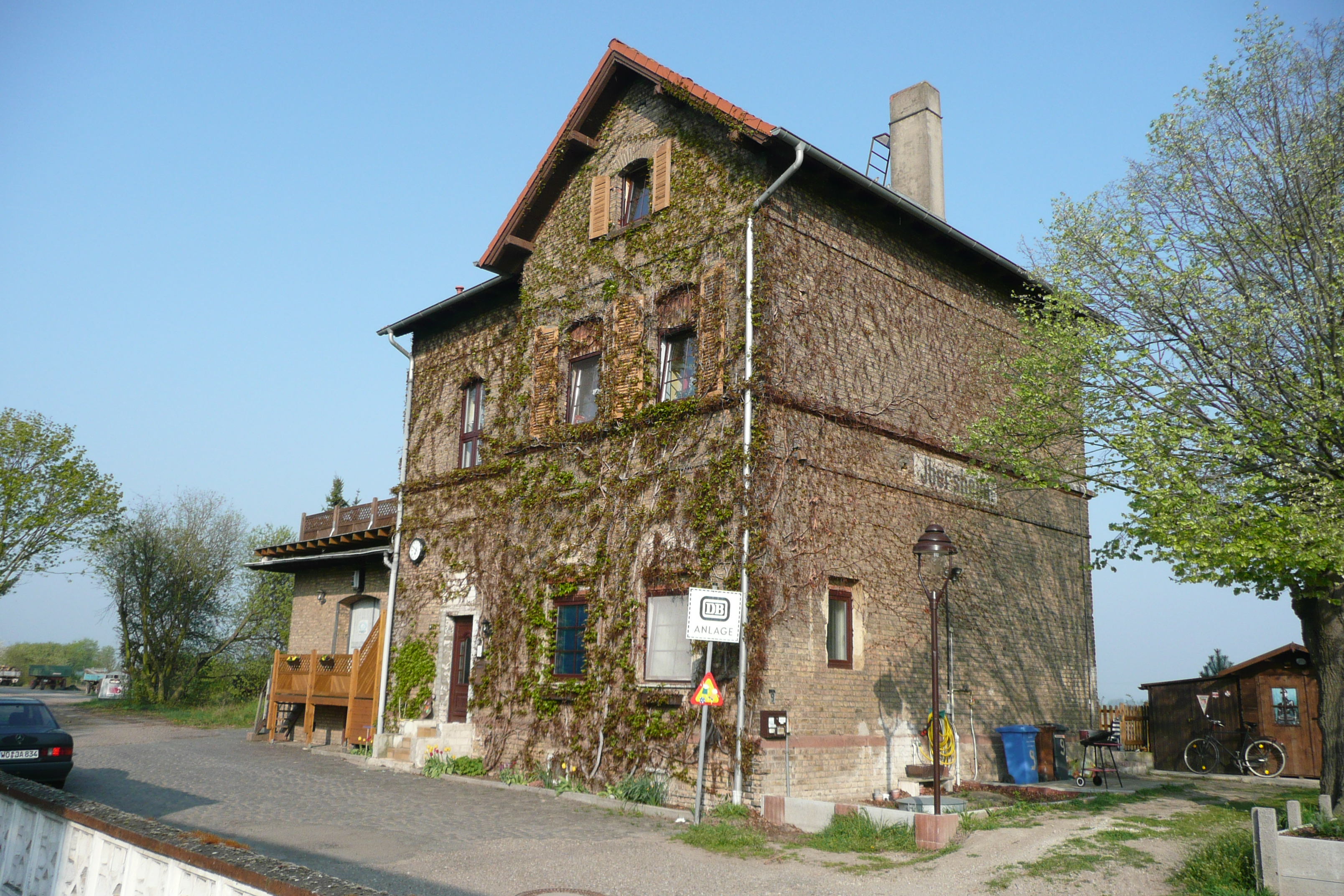
Empfangsgebäude des Bahnhofs

Ab 1900 hatte Ibersheim einen Bahnhof für den Personen- und Güterverkehr an der Strecke Osthofen–Rheindürkheim–Guntersblum. 1959 wurde dieser zum Haltepunkt herabgestuft. 1969 wurde der Personenverkehr durch eine Buslinie zwischen Worms und Guntersblum ersetzt. Der nächstgelegene Bahnhof befindet sich heute in Osthofen.
Ibersheim ist durch zwei Kreisstraßen mit den Nachbarorten Hamm, Eich und Rheindürkheim verbunden.
Der Rhein bildet nach Hessen ein bedeutendes Verkehrshindernis. Er kann bei Hamm mit der Rheinfähre nach Gernsheim und in Worms auf der Nibelungenbrücke überquert werden.
Die nächsten Autobahn-Anschlüsse sind: Worms-Nord an der A 61 und Gernsheim an der A 67.

### Bildung
Die Ibersheimer Grundschüler gehören zum Schulbezirk Eich. Für die Realschüler gibt es, je nach Aufnahmefähigkeit, Wahlmöglichkeiten zwischen Eich, Osthofen, Worms oder Gernsheim. Schulbusse verkehren zwischen Ibersheim, Hamm und Eich. Weiterführende allgemeinbildende Schulen sind drei Gymnasien in Worms.

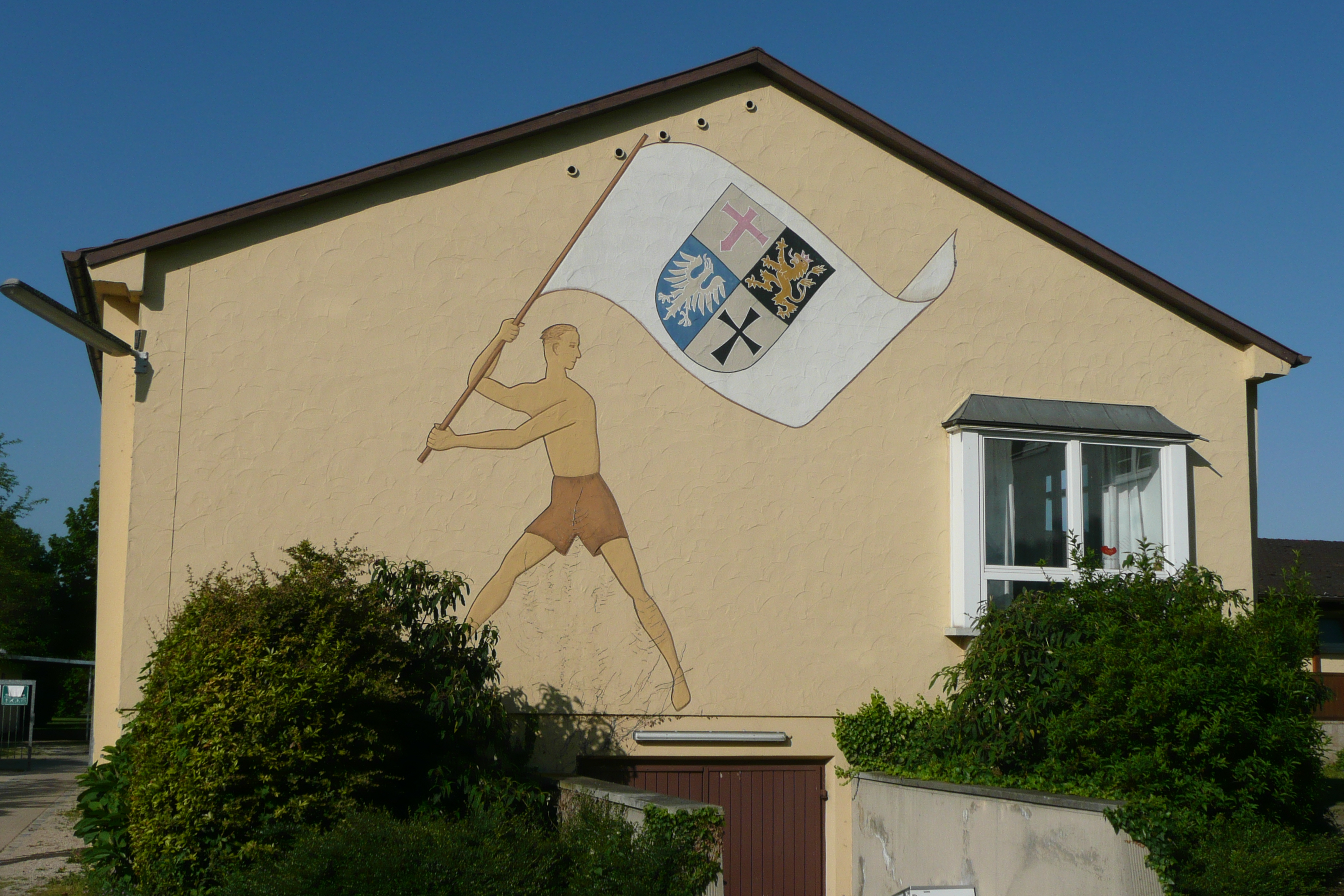
Ortsverwaltung und Kindergarten

### Kommunale Einrichtungen
- Ibersheimer Ortsverwaltung, für verschiedene kommunale Dienstleistungen vor Ort
- Städtische Kindertagesstätte Zwergenvilla, als Kindergarten am 1. Mai 1939 gegründet, heute ältester kommunaler Kindergarten in Worms. Im August 2011 wurde der Kindergarten zu einer Kindertagesstätte, mit gutem Zuspruch, erweitert.

### Ortsführungen
Überwiegend Mennoniten aus aller Welt, besonders aus den USA (Pennsylvanien), besuchen den Auswanderungsort ihrer Vorväter und werden von ihren Glaubensbrüdern hier entsprechend empfangen.

## Zitate über Ibersheim
- „Dort wo meine Wiege stand, ich die Jugendzeit mit ihren schönen Erinnerungen durchlebte, wie könnte ich den geweihten Ort vergessen, Ibersheim ist sein Name.“, Bertha Laisé verheiratet mit Adam Karrillon; In Ibersheim wurde sie mit dem Straßennamen Bertha-Karrillon-Straße geehrt; Bundespräsident Theodor Heuss war Gast beim Empfang, der in Bonn zu ihrem hundertsten Geburtstag gegeben wurde. Sie war zeitweise die älteste Frau Deutschlands und erreichte ein Alter von 107 Jahren; Fritz Kehr, Ibersheimer Heimatforscher: gebrauchte das Zitat als Einleitung zu Vorträgen; Ralph Deschler: Karrillon-Biographie, Weinheim 1978, S. 281.
- „Ibersheim ist ein Schatzkästchen voller Geschichte und Natur.“, Ulrike Schäfer, Journalistin, Worms, ca. 2011

## Persönlichkeiten

### Söhne und Töchter
- Johannes Dahlem, Frauenarzt in München, Promotion 1886 über Die Ätiologie der Beckenendlage
- Abraham Christoph, (* 1847 Ibersheim), Jurist,[115] Amtsrichter in Markirch (Elsass, heute Sainte-Marie-aux-Mines); führte in Heidelberg ein fürstliches Leben; Dez. 1885 in Mannheim zu drei Jahren Gefängnis wegen Betrugs und Bankrotts verurteilt; 60 Zeugen geladen
- Bertha Laisé (* 27. September 1854 Ibersheim; † 22. März 1962 Weinheim), Ehefrau des Arztes und Dichters Adam Karrillon (1. Träger des Georg-Büchner-Preises)
- Heinrich Volz (* 4. Oktober 1865; † 13. November 1947 Ibersheim), Backstein- und Ziegelfabrikant auf dem Ibersheimer Wörth
- Abraham Karl Stauffer, (* 27. Mai 1870 Ibersheim; † 28. April 1930 Bodolz, Hoyerberg; beerdigt Konstanz), homöopath. Arzt, Praxis in München für Adlige und Wohlhabende[116][117]
- Jakob Seitz, Telegraphendirektor in Mainz, mit 7 Telegraphen-Betriebsstellen von 1909 bis 1921, Telehaus (Mainz).
- Klara Bauer, Hebamme, für 25 Jahre im Beruf am 25. November 1912 Silberne Verdienstmedaille des Großherzoglich Hessischen Ludwigsordens.
- Otto Dahlem (Obstzüchter) (* 16. Februar 1872 Ibersheim, Geburtshaus Hinterhofstr. 2; † 28. Juli 1931 Ibersheim); ⚭ mennonitisch 10. Jan. 1920 Ibersheim mit Margarethe Heyl (* 1874 Klein-Umstadt; † 1960 Ibersheim), Edelobstzüchter/Pomologe (Ibersheimer Prinzenapfel), Hoflieferant Großherzog Ernst Ludwigs von Hessen-Darmstadt,[118][119].
- Johann Heinrich Schäfer II. (* 1. Dez. 1909; † 8. Juni 1976 Mainz); Landwirt, Kreisvorsitzender der CDU, Motor für Eingemeindungen 1969, Stadtrat in Worms[120]
- Edmund Ritscher (* 1937 Ibersheim); Außenhandelskaufmann, Diplom der Akademie für Welthandel, Seminarleiter (BASF), Familien- und Heimatforscher[121][122]
- Dieter Grüning (* 29. Dez. 1938 Ibersheim; † 27. April 2012 Mainz); Richter am Oberlandesgericht Koblenz
- Karl Heinz Grüning (* 1942 Ibersheim), Ingenieur für Licht- und Elektrotechnik in Vellmar, Initiator und Organisator für Treffen ehemaliger Ibersheimer[123]
- Hartmut Schäfer (* 1945 Ibersheim), Landwirt auf ältestem Bauernhof (1716/17), Hauptbrandmeister, Kommunalpolitiker, 2010 Ehrung für Verdienste um Ibersheim[124].
- Gerhard Ritscher, (* 1948 Worms), Stadt-, Regionalplaner, SPD-Stadtrat Worms; Hauptabt.leiter Mobilität Dresden; Geschäftsstelle Metropolregion Mitteldeutschland; Mitglied in Fachkomm. Deutscher Städtetag
- Walter Ellenberger (* Ibersheim), Vorstandsmitglied der Mennonitenkirche Ibersheim
- Werner Ellenberger (* 1951 Ibersheim), Landwirt in Ibersheimer Höfe KG, Altpräsident Fachverband Deutsche Speisezwiebel,[125]
- Bernhard Jost (* 1960 Worms), Repräsentant von Hochtief in Peking.
- Christian Lang, (* 1964 Ibersheim), Geschäftsführer Verband der Hess.-Pfälz. Zuckerrübenanbauer e. V., Worms[126], Vorsitzender Heimatverein Ibersheim e. V.

### Personen, die vor Ort gewirkt haben
- Werner I. (Präfekt des Ostlandes) (* um 760/65; † ermordet in Kaiserpfalz Aachen 814), Schwiegersohn Adeltruds, schenkte am 21. Okt. 812 dem Kloster Lorsch eine Hofreite in Rheindürkheim.
- Eburin oder Iburin, Namensgeber von Ibersheim. schenkte dem Kloster Lorsch 1. Aug. 770 ein Weinberg und 773/774 drei Morgen Land.
- Friedrich von Hausen (Minnesänger), (* um 1150–1160; verunglückte am 6. Mai 1190 beim 3. Kreuzzug mit Friedrich I.) Barbarossa, hatte Besitz in Ibersheim, Vater Walther und Bruder Heinrich waren Erbvögte von Ibersheim. Stammburg in Mannheim, Burgstr. (Rheinhäuser Hof)
- Henrick van Maurick, * ca. 1626, ⚭ Anna Geertruida Lintius 16. März 1651 Maurick (NL), 1. Pächter nach 30-jährigem Krieg[127]
- Adolf Trieb (* 27. Mai 1874 Landstuhl; † 4. Dez. 1950 Eppelsheim), Lehrer in Ibersheim 1902–1903, Verfasser der Ortsgeschichte, 1911
- Werner Licharz (* 28. April 1938; † 27. November 2015), Evang. Theologe, Pädagoge, Lehrvikariat 1963 bei Lehrer Kießig Ibersheim, Trainer im Sport Club Ibersheim (SCI), dessen Sohn Mathias Licharz und mit Ibersheimer Großeltern, (bei Stellungnahme der Bundesrepublik im Sicherheitsrat)[128]
- Ernst Piehl (* 1943 bei Konin, Polen), Politologe, hoher europäischer Beamter, 1994–1996 Leiter des Informationsbüro des Europäischen Parlaments in Deutschland in Berlin, 1996–bis zum Ruhestand 2001 Hauptverwaltungsrat bei der Europäischen Kommission in Brüssel.